# Lista de asteroides (299001-300000)
Esta é uma lista parcial de asteroides, do asteroide número 299001 até o 300000, inclusive. Veja também o índice com todas as listas disponíveis.

| Objeto Próximos à Terra | Cinturão de asteroides (interno) | Cinturão de asteroides (externo) | Centauro       |
| Cruzador de Marte       | Cinturão de asteroides (meio)    | Troianos de Júpiter              | Transnetuniano |

Veja mais dados de cada asteroide na ligação externa para o Minor Planet Center na última coluna.
Índice: 299001... 299101... 299201... 299301... 299401... 299501... 299601... 299701... 299801... 299901... 

## 299001–299100
| Designação       | Designação | Descoberta  | Descoberta    | Descobridor(es)        | Categoria | Mais informações / Referência |
| Permanente       | Provisória | Data        | Local         | Descobridor(es)        | Categoria | Mais informações / Referência |
| ---------------- | ---------- | ----------- | ------------- | ---------------------- | --------- | ----------------------------- |
| 299001           | 2004 XH80  | 10 dez 2004 | Socorro       | LINEAR                 | —         | MPC                           |
| 299002           | 2004 XN87  | 9 dez 2004  | Catalina      | CSS                    | —         | MPC                           |
| 299003           | 2004 XP87  | 9 dez 2004  | Catalina      | CSS                    | Pallas    | MPC                           |
| 299004           | 2004 XD88  | 9 dez 2004  | Kitt Peak     | Spacewatch             | —         | MPC                           |
| 299005           | 2004 XJ92  | 11 dez 2004 | Socorro       | LINEAR                 | —         | MPC                           |
| 299006           | 2004 XW96  | 11 dez 2004 | Kitt Peak     | Spacewatch             | —         | MPC                           |
| 299007           | 2004 XA100 | 12 dez 2004 | Kitt Peak     | Spacewatch             | Mitidika  | MPC                           |
| 299008           | 2004 XQ104 | 10 dez 2004 | Socorro       | LINEAR                 | Chloris   | MPC                           |
| 299009           | 2004 XD106 | 11 dez 2004 | Socorro       | LINEAR                 | —         | MPC                           |
| 299010           | 2004 XT111 | 9 dez 2004  | Catalina      | CSS                    | —         | MPC                           |
| 299011           | 2004 XO129 | 15 dez 2004 | Kitt Peak     | Spacewatch             | —         | MPC                           |
| 299012           | 2004 XH135 | 15 dez 2004 | Socorro       | LINEAR                 | —         | MPC                           |
| 299013           | 2004 XC136 | 15 dez 2004 | Socorro       | LINEAR                 | —         | MPC                           |
| 299014           | 2004 XT143 | 9 dez 2004  | Kitt Peak     | Spacewatch             | —         | MPC                           |
| 299015           | 2004 YB4   | 16 dez 2004 | Kitt Peak     | Spacewatch             | —         | MPC                           |
| 299016           | 2004 YC4   | 16 dez 2004 | Kitt Peak     | Spacewatch             | —         | MPC                           |
| 299017           | 2004 YX6   | 18 dez 2004 | Mount Lemmon  | Mount Lemmon Survey    | Mitidika  | MPC                           |
| 299018           | 2004 YK21  | 18 dez 2004 | Mount Lemmon  | Mount Lemmon Survey    | —         | MPC                           |
| 299019           | 2004 YD24  | 16 dez 2004 | Kitt Peak     | Spacewatch             | —         | MPC                           |
| 299020 Chennaoui | 2005 AR3   | 5 jan 2005  | Vicques       | M. Ory                 | —         | MPC                           |
| 299021           | 2005 AW3   | 1 jan 2005  | Catalina      | CSS                    | —         | MPC                           |
| 299022           | 2005 AP12  | 6 jan 2005  | Catalina      | CSS                    | —         | MPC                           |
| 299023           | 2005 AO15  | 7 jan 2005  | Socorro       | LINEAR                 | —         | MPC                           |
| 299024           | 2005 AU15  | 6 jan 2005  | Socorro       | LINEAR                 | —         | MPC                           |
| 299025           | 2005 AK16  | 6 jan 2005  | Socorro       | LINEAR                 | —         | MPC                           |
| 299026           | 2005 AL17  | 6 jan 2005  | Socorro       | LINEAR                 | —         | MPC                           |
| 299027           | 2005 AO18  | 7 jan 2005  | Socorro       | LINEAR                 | —         | MPC                           |
| 299028           | 2005 AS26  | 13 jan 2005 | Mayhill       | A. Lowe                | Mitidika  | MPC                           |
| 299029           | 2005 AU27  | 11 jan 2005 | Socorro       | LINEAR                 | Phocaea   | MPC                           |
| 299030           | 2005 AJ31  | 11 jan 2005 | Socorro       | LINEAR                 | —         | MPC                           |
| 299031           | 2005 AQ37  | 13 jan 2005 | Kitt Peak     | Spacewatch             | —         | MPC                           |
| 299032           | 2005 AT37  | 13 jan 2005 | Kitt Peak     | Spacewatch             | —         | MPC                           |
| 299033           | 2005 AH40  | 15 jan 2005 | Socorro       | LINEAR                 | —         | MPC                           |
| 299034           | 2005 AN41  | 15 jan 2005 | Socorro       | LINEAR                 | Mitidika  | MPC                           |
| 299035           | 2005 AT51  | 13 jan 2005 | Catalina      | CSS                    | —         | MPC                           |
| 299036           | 2005 AV52  | 13 jan 2005 | Kitt Peak     | Spacewatch             | —         | MPC                           |
| 299037           | 2005 AU55  | 15 jan 2005 | Socorro       | LINEAR                 | —         | MPC                           |
| 299038           | 2005 AJ58  | 15 jan 2005 | Socorro       | LINEAR                 | —         | MPC                           |
| 299039           | 2005 AW61  | 15 jan 2005 | Kitt Peak     | Spacewatch             | —         | MPC                           |
| 299040           | 2005 AC66  | 13 jan 2005 | Kitt Peak     | Spacewatch             | —         | MPC                           |
| 299041           | 2005 AR66  | 13 jan 2005 | Kitt Peak     | Spacewatch             | —         | MPC                           |
| 299042           | 2005 AA80  | 15 jan 2005 | Kitt Peak     | Spacewatch             | —         | MPC                           |
| 299043           | 2005 BL    | 16 jan 2005 | Desert Eagle  | W. K. Y. Yeung         | —         | MPC                           |
| 299044           | 2005 BC4   | 16 jan 2005 | Kitt Peak     | Spacewatch             | —         | MPC                           |
| 299045           | 2005 BG10  | 16 jan 2005 | Kitt Peak     | Spacewatch             | —         | MPC                           |
| 299046           | 2005 BP13  | 17 jan 2005 | Kitt Peak     | Spacewatch             | —         | MPC                           |
| 299047           | 2005 BU18  | 16 jan 2005 | Kitt Peak     | Spacewatch             | —         | MPC                           |
| 299048           | 2005 BH42  | 16 jan 2005 | Mauna Kea     | C. Veillet             | —         | MPC                           |
| 299049           | 2005 BL49  | 17 jan 2005 | Kitt Peak     | Spacewatch             | —         | MPC                           |
| 299050           | 2005 BS49  | 18 jan 2005 | Catalina      | CSS                    | Phocaea   | MPC                           |
| 299051           | 2005 CB3   | 1 fev 2005  | Catalina      | CSS                    | —         | MPC                           |
| 299052           | 2005 CT4   | 1 fev 2005  | Catalina      | CSS                    | —         | MPC                           |
| 299053           | 2005 CP5   | 1 fev 2005  | Palomar       | NEAT                   | —         | MPC                           |
| 299054           | 2005 CJ8   | 1 fev 2005  | Catalina      | CSS                    | Mitidika  | MPC                           |
| 299055           | 2005 CK8   | 1 fev 2005  | Catalina      | CSS                    | —         | MPC                           |
| 299056           | 2005 CE13  | 2 fev 2005  | Kitt Peak     | Spacewatch             | —         | MPC                           |
| 299057           | 2005 CE15  | 2 fev 2005  | Kitt Peak     | Spacewatch             | —         | MPC                           |
| 299058           | 2005 CW16  | 2 fev 2005  | Socorro       | LINEAR                 | —         | MPC                           |
| 299059           | 2005 CP20  | 2 fev 2005  | Catalina      | CSS                    | —         | MPC                           |
| 299060           | 2005 CH29  | 1 fev 2005  | Kitt Peak     | Spacewatch             | —         | MPC                           |
| 299061           | 2005 CE31  | 1 fev 2005  | Kitt Peak     | Spacewatch             | —         | MPC                           |
| 299062           | 2005 CC34  | 2 fev 2005  | Kitt Peak     | Spacewatch             | —         | MPC                           |
| 299063           | 2005 CK36  | 3 fev 2005  | Socorro       | LINEAR                 | —         | MPC                           |
| 299064           | 2005 CG48  | 2 fev 2005  | Socorro       | LINEAR                 | —         | MPC                           |
| 299065           | 2005 CM49  | 2 fev 2005  | Catalina      | CSS                    | —         | MPC                           |
| 299066           | 2005 CB50  | 2 fev 2005  | Socorro       | LINEAR                 | Phocaea   | MPC                           |
| 299067           | 2005 CL53  | 3 fev 2005  | Socorro       | LINEAR                 | —         | MPC                           |
| 299068           | 2005 CH60  | 13 jan 2005 | Socorro       | LINEAR                 | Phocaea   | MPC                           |
| 299069           | 2005 CD66  | 9 fev 2005  | Socorro       | LINEAR                 | —         | MPC                           |
| 299070           | 2005 CS66  | 9 fev 2005  | Mount Lemmon  | Mount Lemmon Survey    | —         | MPC                           |
| 299071           | 2005 CW76  | 9 fev 2005  | Anderson Mesa | LONEOS                 | —         | MPC                           |
| 299072           | 2005 DF3   | 17 fev 2005 | La Silla      | A. Boattini, H. Scholl | —         | MPC                           |
| 299073           | 2005 EK1   | 3 mar 2005  | Socorro       | LINEAR                 | —         | MPC                           |
| 299074           | 2005 EO9   | 2 mar 2005  | Kitt Peak     | Spacewatch             | —         | MPC                           |
| 299075           | 2005 EX10  | 2 mar 2005  | Kitt Peak     | Spacewatch             | —         | MPC                           |
| 299076           | 2005 EJ11  | 2 mar 2005  | Catalina      | CSS                    | —         | MPC                           |
| 299077           | 2005 EB12  | 2 mar 2005  | Catalina      | CSS                    | —         | MPC                           |
| 299078           | 2005 ES14  | 3 mar 2005  | Kitt Peak     | Spacewatch             | Themis    | MPC                           |
| 299079           | 2005 EQ25  | 3 mar 2005  | Catalina      | CSS                    | —         | MPC                           |
| 299080           | 2005 EG27  | 3 mar 2005  | Catalina      | CSS                    | —         | MPC                           |
| 299081           | 2005 EK39  | 8 mar 2005  | Junk Bond     | Junk Bond Obs.         | —         | MPC                           |
| 299082           | 2005 EV41  | 2 mar 2005  | Kitt Peak     | Spacewatch             | —         | MPC                           |
| 299083           | 2005 EV46  | 3 mar 2005  | Catalina      | CSS                    | —         | MPC                           |
| 299084           | 2005 EF47  | 3 mar 2005  | Kitt Peak     | Spacewatch             | —         | MPC                           |
| 299085           | 2005 EY51  | 3 mar 2005  | Kitt Peak     | Spacewatch             | —         | MPC                           |
| 299086           | 2005 EJ60  | 4 mar 2005  | Catalina      | CSS                    | —         | MPC                           |
| 299087           | 2005 EN61  | 4 mar 2005  | Catalina      | CSS                    | —         | MPC                           |
| 299088           | 2005 ET64  | 4 mar 2005  | Mount Lemmon  | Mount Lemmon Survey    | —         | MPC                           |
| 299089           | 2005 EZ64  | 4 mar 2005  | Socorro       | LINEAR                 | —         | MPC                           |
| 299090           | 2005 EB65  | 4 mar 2005  | Socorro       | LINEAR                 | —         | MPC                           |
| 299091           | 2005 ES67  | 4 mar 2005  | Mount Lemmon  | Mount Lemmon Survey    | —         | MPC                           |
| 299092           | 2005 EV69  | 7 mar 2005  | Socorro       | LINEAR                 | Juno      | MPC                           |
| 299093           | 2005 EJ77  | 3 mar 2005  | Kitt Peak     | Spacewatch             | —         | MPC                           |
| 299094           | 2005 EY79  | 3 mar 2005  | Catalina      | CSS                    | Phocaea   | MPC                           |
| 299095           | 2005 EW81  | 4 mar 2005  | Kitt Peak     | Spacewatch             | —         | MPC                           |
| 299096           | 2005 ET82  | 4 mar 2005  | Kitt Peak     | Spacewatch             | —         | MPC                           |
| 299097           | 2005 EP88  | 8 mar 2005  | Kitt Peak     | Spacewatch             | —         | MPC                           |
| 299098           | 2005 EJ90  | 8 mar 2005  | Anderson Mesa | LONEOS                 | —         | MPC                           |
| 299099           | 2005 EQ93  | 8 mar 2005  | Socorro       | LINEAR                 | —         | MPC                           |
| 299100           | 2005 EC98  | 3 mar 2005  | Catalina      | CSS                    | —         | MPC                           |

## 299101–299200
| Designação         | Designação | Descoberta  | Descoberta    | Descobridor(es)     | Categoria | Mais informações / Referência |
| Permanente         | Provisória | Data        | Local         | Descobridor(es)     | Categoria | Mais informações / Referência |
| ------------------ | ---------- | ----------- | ------------- | ------------------- | --------- | ----------------------------- |
| 299101             | 2005 EW108 | 4 mar 2005  | Catalina      | CSS                 | —         | MPC                           |
| 299102             | 2005 EX108 | 4 mar 2005  | Catalina      | CSS                 | —         | MPC                           |
| 299103             | 2005 EZ111 | 4 mar 2005  | Socorro       | LINEAR              | —         | MPC                           |
| 299104             | 2005 ED116 | 4 mar 2005  | Mount Lemmon  | Mount Lemmon Survey | —         | MPC                           |
| 299105             | 2005 EV118 | 7 mar 2005  | Socorro       | LINEAR              | —         | MPC                           |
| 299106             | 2005 ED129 | 9 mar 2005  | Kitt Peak     | Spacewatch          | —         | MPC                           |
| 299107             | 2005 EY129 | 30 ago 1998 | Xinglong      | SCAP                | —         | MPC                           |
| 299108             | 2005 EU130 | 9 mar 2005  | Anderson Mesa | LONEOS              | —         | MPC                           |
| 299109             | 2005 EY136 | 9 mar 2005  | Mount Lemmon  | Mount Lemmon Survey | —         | MPC                           |
| 299110             | 2005 EU137 | 9 mar 2005  | Socorro       | LINEAR              | —         | MPC                           |
| 299111             | 2005 EZ137 | 9 mar 2005  | Mount Lemmon  | Mount Lemmon Survey | —         | MPC                           |
| 299112             | 2005 EQ142 | 10 mar 2005 | Catalina      | CSS                 | Pallas    | MPC                           |
| 299113             | 2005 EN149 | 10 mar 2005 | Kitt Peak     | Spacewatch          | —         | MPC                           |
| 299114             | 2005 ER149 | 10 mar 2005 | Kitt Peak     | Spacewatch          | Phocaea   | MPC                           |
| 299115             | 2005 EP156 | 9 mar 2005  | Catalina      | CSS                 | —         | MPC                           |
| 299116             | 2005 EH157 | 9 mar 2005  | Mount Lemmon  | Mount Lemmon Survey | —         | MPC                           |
| 299117             | 2005 EX160 | 9 mar 2005  | Mount Lemmon  | Mount Lemmon Survey | —         | MPC                           |
| 299118             | 2005 EG162 | 9 mar 2005  | Siding Spring | SSS                 | —         | MPC                           |
| 299119             | 2005 EL182 | 9 mar 2005  | Anderson Mesa | LONEOS              | —         | MPC                           |
| 299120             | 2005 EW184 | 9 mar 2005  | Kitt Peak     | Spacewatch          | —         | MPC                           |
| 299121             | 2005 ES188 | 10 mar 2005 | Mount Lemmon  | Mount Lemmon Survey | Juno      | MPC                           |
| 299122             | 2005 EC192 | 11 mar 2005 | Mount Lemmon  | Mount Lemmon Survey | —         | MPC                           |
| 299123             | 2005 EM197 | 11 mar 2005 | Mount Lemmon  | Mount Lemmon Survey | —         | MPC                           |
| 299124             | 2005 EL198 | 11 mar 2005 | Mount Lemmon  | Mount Lemmon Survey | —         | MPC                           |
| 299125             | 2005 ER199 | 12 mar 2005 | Kitt Peak     | Spacewatch          | —         | MPC                           |
| 299126             | 2005 ED207 | 13 mar 2005 | Mount Lemmon  | Mount Lemmon Survey | —         | MPC                           |
| 299127             | 2005 EF213 | 4 mar 2005  | Mount Lemmon  | Mount Lemmon Survey | —         | MPC                           |
| 299128             | 2005 ET214 | 8 mar 2005  | Socorro       | LINEAR              | —         | MPC                           |
| 299129             | 2005 EA217 | 9 mar 2005  | Catalina      | CSS                 | —         | MPC                           |
| 299130             | 2005 ED217 | 9 mar 2005  | Catalina      | CSS                 | —         | MPC                           |
| 299131             | 2005 EM217 | 9 mar 2005  | Socorro       | LINEAR              | —         | MPC                           |
| 299132             | 2005 EH221 | 11 mar 2005 | Mount Lemmon  | Mount Lemmon Survey | —         | MPC                           |
| 299133             | 2005 ER221 | 12 mar 2005 | Socorro       | LINEAR              | —         | MPC                           |
| 299134 Moggicecchi | 2005 EB224 | 10 mar 2005 | San Marcello  | L. Tesi, G. Fagioli | —         | MPC                           |
| 299135             | 2005 ES237 | 11 mar 2005 | Kitt Peak     | Spacewatch          | —         | MPC                           |
| 299136             | 2005 EY237 | 11 mar 2005 | Kitt Peak     | Spacewatch          | —         | MPC                           |
| 299137             | 2005 EV239 | 11 mar 2005 | Kitt Peak     | Spacewatch          | —         | MPC                           |
| 299138             | 2005 EA240 | 11 mar 2005 | Kitt Peak     | Spacewatch          | —         | MPC                           |
| 299139             | 2005 EW241 | 11 mar 2005 | Catalina      | CSS                 | —         | MPC                           |
| 299140             | 2005 EH243 | 11 mar 2005 | Catalina      | CSS                 | —         | MPC                           |
| 299141             | 2005 EN246 | 12 mar 2005 | Kitt Peak     | Spacewatch          | —         | MPC                           |
| 299142             | 2005 EN247 | 12 mar 2005 | Kitt Peak     | Spacewatch          | —         | MPC                           |
| 299143             | 2005 ED260 | 11 mar 2005 | Kitt Peak     | Spacewatch          | —         | MPC                           |
| 299144             | 2005 EG264 | 13 mar 2005 | Kitt Peak     | Spacewatch          | —         | MPC                           |
| 299145             | 2005 EE266 | 13 mar 2005 | Kitt Peak     | Spacewatch          | —         | MPC                           |
| 299146             | 2005 EU266 | 13 mar 2005 | Kitt Peak     | Spacewatch          | —         | MPC                           |
| 299147             | 2005 EH270 | 12 mar 2005 | Socorro       | LINEAR              | —         | MPC                           |
| 299148             | 2005 EK273 | 3 mar 2005  | Kitt Peak     | Spacewatch          | —         | MPC                           |
| 299149             | 2005 EA276 | 8 mar 2005  | Catalina      | CSS                 | —         | MPC                           |
| 299150             | 2005 EM279 | 10 mar 2005 | Catalina      | CSS                 | —         | MPC                           |
| 299151             | 2005 EB284 | 11 mar 2005 | Anderson Mesa | LONEOS              | —         | MPC                           |
| 299152             | 2005 EG290 | 9 mar 2005  | Mount Lemmon  | Mount Lemmon Survey | —         | MPC                           |
| 299153             | 2005 EX298 | 11 mar 2005 | Kitt Peak     | M. W. Buie          | —         | MPC                           |
| 299154             | 2005 EQ323 | 13 mar 2005 | Mount Lemmon  | Mount Lemmon Survey | —         | MPC                           |
| 299155             | 2005 EK330 | 3 mar 2005  | Catalina      | CSS                 | —         | MPC                           |
| 299156             | 2005 FD4   | 18 mar 2005 | Catalina      | CSS                 | —         | MPC                           |
| 299157             | 2005 FO11  | 30 mar 2005 | Catalina      | CSS                 | —         | MPC                           |
| 299158             | 2005 GD6   | 1 abr 2005  | Kitt Peak     | Spacewatch          | —         | MPC                           |
| 299159             | 2005 GF7   | 1 abr 2005  | Kitt Peak     | Spacewatch          | —         | MPC                           |
| 299160             | 2005 GK12  | 1 abr 2005  | Kitt Peak     | Spacewatch          | —         | MPC                           |
| 299161             | 2005 GL12  | 1 abr 2005  | Anderson Mesa | LONEOS              | —         | MPC                           |
| 299162             | 2005 GM12  | 1 abr 2005  | Anderson Mesa | LONEOS              | —         | MPC                           |
| 299163             | 2005 GF15  | 2 abr 2005  | Mount Lemmon  | Mount Lemmon Survey | —         | MPC                           |
| 299164             | 2005 GD19  | 2 abr 2005  | Palomar       | NEAT                | —         | MPC                           |
| 299165             | 2005 GT20  | 2 abr 2005  | Mount Lemmon  | Mount Lemmon Survey | —         | MPC                           |
| 299166             | 2005 GC28  | 3 abr 2005  | Palomar       | NEAT                | —         | MPC                           |
| 299167             | 2005 GL36  | 2 abr 2005  | Mount Lemmon  | Mount Lemmon Survey | —         | MPC                           |
| 299168             | 2005 GJ37  | 2 abr 2005  | Mount Lemmon  | Mount Lemmon Survey | Phocaea   | MPC                           |
| 299169             | 2005 GR37  | 2 abr 2005  | Siding Spring | SSS                 | —         | MPC                           |
| 299170             | 2005 GX40  | 4 abr 2005  | Mount Lemmon  | Mount Lemmon Survey | —         | MPC                           |
| 299171             | 2005 GC47  | 5 abr 2005  | Mount Lemmon  | Mount Lemmon Survey | —         | MPC                           |
| 299172             | 2005 GR49  | 5 abr 2005  | Mount Lemmon  | Mount Lemmon Survey | —         | MPC                           |
| 299173             | 2005 GH56  | 6 abr 2005  | Mount Lemmon  | Mount Lemmon Survey | —         | MPC                           |
| 299174             | 2005 GK58  | 6 abr 2005  | Mount Lemmon  | Mount Lemmon Survey | —         | MPC                           |
| 299175             | 2005 GT60  | 6 abr 2005  | Jarnac        | Jarnac Obs.         | —         | MPC                           |
| 299176             | 2005 GM71  | 4 abr 2005  | Catalina      | CSS                 | —         | MPC                           |
| 299177             | 2005 GW74  | 5 abr 2005  | Catalina      | CSS                 | —         | MPC                           |
| 299178             | 2005 GC76  | 5 abr 2005  | Catalina      | CSS                 | Juno      | MPC                           |
| 299179             | 2005 GG77  | 6 abr 2005  | Kitt Peak     | Spacewatch          | —         | MPC                           |
| 299180             | 2005 GB81  | 7 abr 2005  | Kitt Peak     | Spacewatch          | —         | MPC                           |
| 299181             | 2005 GW92  | 6 abr 2005  | Mount Lemmon  | Mount Lemmon Survey | —         | MPC                           |
| 299182             | 2005 GW97  | 7 abr 2005  | Kitt Peak     | Spacewatch          | —         | MPC                           |
| 299183             | 2005 GN105 | 10 abr 2005 | Kitt Peak     | Spacewatch          | —         | MPC                           |
| 299184             | 2005 GY105 | 10 abr 2005 | Kitt Peak     | Spacewatch          | —         | MPC                           |
| 299185             | 2005 GV109 | 10 abr 2005 | Mount Lemmon  | Mount Lemmon Survey | —         | MPC                           |
| 299186             | 2005 GH115 | 10 abr 2005 | Mount Lemmon  | Mount Lemmon Survey | —         | MPC                           |
| 299187             | 2005 GU118 | 11 abr 2005 | Mount Lemmon  | Mount Lemmon Survey | —         | MPC                           |
| 299188             | 2005 GO127 | 12 abr 2005 | Mount Lemmon  | Mount Lemmon Survey | —         | MPC                           |
| 299189             | 2005 GT127 | 12 abr 2005 | Socorro       | LINEAR              | Juno      | MPC                           |
| 299190             | 2005 GB134 | 10 abr 2005 | Kitt Peak     | Spacewatch          | —         | MPC                           |
| 299191             | 2005 GZ136 | 10 abr 2005 | Kitt Peak     | Spacewatch          | —         | MPC                           |
| 299192             | 2005 GV141 | 9 abr 2005  | Mount Lemmon  | Mount Lemmon Survey | —         | MPC                           |
| 299193             | 2005 GA146 | 11 abr 2005 | Kitt Peak     | Spacewatch          | —         | MPC                           |
| 299194             | 2005 GG146 | 11 abr 2005 | Kitt Peak     | Spacewatch          | —         | MPC                           |
| 299195             | 2005 GP148 | 11 abr 2005 | Mount Lemmon  | Mount Lemmon Survey | —         | MPC                           |
| 299196             | 2005 GP163 | 10 abr 2005 | Mount Lemmon  | Mount Lemmon Survey | —         | MPC                           |
| 299197             | 2005 GJ165 | 11 abr 2005 | Kitt Peak     | Spacewatch          | —         | MPC                           |
| 299198             | 2005 GQ172 | 14 abr 2005 | Kitt Peak     | Spacewatch          | —         | MPC                           |
| 299199             | 2005 GN206 | 12 abr 2005 | Kitt Peak     | M. W. Buie          | —         | MPC                           |
| 299200             | 2005 GB219 | 2 abr 2005  | Mount Lemmon  | Mount Lemmon Survey | —         | MPC                           |

## 299201–299300
| Designação | Designação | Descoberta  | Descoberta     | Descobridor(es)     | Categoria | Mais informações / Referência |
| Permanente | Provisória | Data        | Local          | Descobridor(es)     | Categoria | Mais informações / Referência |
| ---------- | ---------- | ----------- | -------------- | ------------------- | --------- | ----------------------------- |
| 299201     | 2005 GN222 | 10 abr 2005 | Kitt Peak      | Spacewatch          | —         | MPC                           |
| 299202     | 2005 HR1   | 16 abr 2005 | Catalina       | CSS                 | —         | MPC                           |
| 299203     | 2005 HY2   | 18 abr 2005 | Cordell-Lorenz | D. T. Durig         | —         | MPC                           |
| 299204     | 2005 HV6   | 30 abr 2005 | Kitt Peak      | Spacewatch          | —         | MPC                           |
| 299205     | 2005 HN9   | 17 abr 2005 | Kitt Peak      | Spacewatch          | —         | MPC                           |
| 299206     | 2005 JO11  | 4 mai 2005  | Mauna Kea      | C. Veillet          | —         | MPC                           |
| 299207     | 2005 JO23  | 3 mai 2005  | Kitt Peak      | Spacewatch          | —         | MPC                           |
| 299208     | 2005 JG36  | 4 mai 2005  | Kitt Peak      | Spacewatch          | —         | MPC                           |
| 299209     | 2005 JN36  | 4 mai 2005  | Catalina       | CSS                 | Charis    | MPC                           |
| 299210     | 2005 JO37  | 6 mai 2005  | Mount Lemmon   | Mount Lemmon Survey | —         | MPC                           |
| 299211     | 2005 JH43  | 8 mai 2005  | Mount Lemmon   | Mount Lemmon Survey | —         | MPC                           |
| 299212     | 2005 JN48  | 3 mai 2005  | Kitt Peak      | Spacewatch          | —         | MPC                           |
| 299213     | 2005 JN50  | 4 mai 2005  | Kitt Peak      | Spacewatch          | —         | MPC                           |
| 299214     | 2005 JO50  | 4 mai 2005  | Kitt Peak      | Spacewatch          | —         | MPC                           |
| 299215     | 2005 JQ52  | 4 mai 2005  | Mount Lemmon   | Mount Lemmon Survey | —         | MPC                           |
| 299216     | 2005 JY62  | 9 mai 2005  | Mount Lemmon   | Mount Lemmon Survey | —         | MPC                           |
| 299217     | 2005 JV71  | 8 mai 2005  | Anderson Mesa  | LONEOS              | —         | MPC                           |
| 299218     | 2005 JR74  | 8 mai 2005  | Mount Lemmon   | Mount Lemmon Survey | Themis    | MPC                           |
| 299219     | 2005 JP75  | 9 mai 2005  | Socorro        | LINEAR              | —         | MPC                           |
| 299220     | 2005 JA78  | 10 mai 2005 | Kitt Peak      | Spacewatch          | Maria     | MPC                           |
| 299221     | 2005 JJ79  | 10 mai 2005 | Mount Lemmon   | Mount Lemmon Survey | —         | MPC                           |
| 299222     | 2005 JZ86  | 9 mai 2005  | Mount Lemmon   | Mount Lemmon Survey | —         | MPC                           |
| 299223     | 2005 JD93  | 11 mai 2005 | Palomar        | NEAT                | —         | MPC                           |
| 299224     | 2005 JG93  | 11 mai 2005 | Palomar        | NEAT                | —         | MPC                           |
| 299225     | 2005 JL97  | 8 mai 2005  | Kitt Peak      | Spacewatch          | —         | MPC                           |
| 299226     | 2005 JE110 | 8 mai 2005  | Mount Lemmon   | Mount Lemmon Survey | —         | MPC                           |
| 299227     | 2005 JQ113 | 10 mai 2005 | Kitt Peak      | Spacewatch          | —         | MPC                           |
| 299228     | 2005 JH119 | 10 mai 2005 | Kitt Peak      | Spacewatch          | —         | MPC                           |
| 299229     | 2005 JB123 | 11 mai 2005 | Kitt Peak      | Spacewatch          | —         | MPC                           |
| 299230     | 2005 JR130 | 13 mai 2005 | Mount Lemmon   | Mount Lemmon Survey | —         | MPC                           |
| 299231     | 2005 JT130 | 13 mai 2005 | Mount Lemmon   | Mount Lemmon Survey | —         | MPC                           |
| 299232     | 2005 JJ132 | 13 mai 2005 | Siding Spring  | SSS                 | —         | MPC                           |
| 299233     | 2005 JO150 | 3 mai 2005  | Kitt Peak      | Spacewatch          | —         | MPC                           |
| 299234     | 2005 KP    | 16 mai 2005 | Mount Lemmon   | Mount Lemmon Survey | —         | MPC                           |
| 299235     | 2005 LH14  | 4 jun 2005  | Kitt Peak      | Spacewatch          | —         | MPC                           |
| 299236     | 2005 LM29  | 11 mai 2005 | Palomar        | NEAT                | —         | MPC                           |
| 299237     | 2005 LT43  | 11 jun 2005 | Kitt Peak      | Spacewatch          | —         | MPC                           |
| 299238     | 2005 LP48  | 14 jun 2005 | Anderson Mesa  | LONEOS              | —         | MPC                           |
| 299239     | 2005 MZ7   | 27 jun 2005 | Kitt Peak      | Spacewatch          | —         | MPC                           |
| 299240     | 2005 MU15  | 30 jun 2005 | Junk Bond      | D. Healy            | —         | MPC                           |
| 299241     | 2005 ME20  | 29 jun 2005 | Kitt Peak      | Spacewatch          | —         | MPC                           |
| 299242     | 2005 ME22  | 30 jun 2005 | Kitt Peak      | Spacewatch          | —         | MPC                           |
| 299243     | 2005 MP22  | 30 jun 2005 | Kitt Peak      | Spacewatch          | —         | MPC                           |
| 299244     | 2005 MY28  | 29 jun 2005 | Kitt Peak      | Spacewatch          | Brangane  | MPC                           |
| 299245     | 2005 MB29  | 29 jun 2005 | Kitt Peak      | Spacewatch          | —         | MPC                           |
| 299246     | 2005 MR37  | 30 jun 2005 | Kitt Peak      | Spacewatch          | —         | MPC                           |
| 299247     | 2005 MR38  | 30 jun 2005 | Kitt Peak      | Spacewatch          | —         | MPC                           |
| 299248     | 2005 MW39  | 29 jun 2005 | Palomar        | NEAT                | —         | MPC                           |
| 299249     | 2005 MO42  | 29 jun 2005 | Kitt Peak      | Spacewatch          | —         | MPC                           |
| 299250     | 2005 MZ46  | 28 jun 2005 | Palomar        | NEAT                | —         | MPC                           |
| 299251     | 2005 MN50  | 30 jun 2005 | Palomar        | NEAT                | —         | MPC                           |
| 299252     | 2005 MV53  | 17 jun 2005 | Siding Spring  | SSS                 | —         | MPC                           |
| 299253     | 2005 NO5   | 3 jul 2005  | Mount Lemmon   | Mount Lemmon Survey | —         | MPC                           |
| 299254     | 2005 NU7   | 1 jul 2005  | Kitt Peak      | Spacewatch          | —         | MPC                           |
| 299255     | 2005 NN8   | 1 jul 2005  | Kitt Peak      | Spacewatch          | —         | MPC                           |
| 299256     | 2005 NS11  | 4 jul 2005  | Palomar        | NEAT                | —         | MPC                           |
| 299257     | 2005 NG24  | 4 jul 2005  | Kitt Peak      | Spacewatch          | —         | MPC                           |
| 299258     | 2005 NK36  | 5 jul 2005  | Palomar        | NEAT                | —         | MPC                           |
| 299259     | 2005 NZ42  | 5 jul 2005  | Palomar        | NEAT                | —         | MPC                           |
| 299260     | 2005 NE43  | 5 jul 2005  | Palomar        | NEAT                | —         | MPC                           |
| 299261     | 2005 NM48  | 7 jul 2005  | Kitt Peak      | Spacewatch          | —         | MPC                           |
| 299262     | 2005 NT51  | 8 jul 2005  | Kitt Peak      | Spacewatch          | —         | MPC                           |
| 299263     | 2005 NF58  | 6 jul 2005  | Kitt Peak      | Spacewatch          | Brangane  | MPC                           |
| 299264     | 2005 NT58  | 9 jul 2005  | Kitt Peak      | Spacewatch          | —         | MPC                           |
| 299265     | 2005 NJ60  | 9 jul 2005  | Kitt Peak      | Spacewatch          | —         | MPC                           |
| 299266     | 2005 NS61  | 11 jul 2005 | Kitt Peak      | Spacewatch          | —         | MPC                           |
| 299267     | 2005 NZ63  | 1 jul 2005  | Kitt Peak      | Spacewatch          | Ursula    | MPC                           |
| 299268     | 2005 NS75  | 10 jul 2005 | Kitt Peak      | Spacewatch          | —         | MPC                           |
| 299269     | 2005 NR78  | 12 jul 2005 | Mount Lemmon   | Mount Lemmon Survey | —         | MPC                           |
| 299270     | 2005 NW82  | 10 jul 2005 | Reedy Creek    | J. Broughton        | —         | MPC                           |
| 299271     | 2005 NU85  | 3 jul 2005  | Mount Lemmon   | Mount Lemmon Survey | Brangane  | MPC                           |
| 299272     | 2005 NE99  | 10 jul 2005 | Kitt Peak      | Spacewatch          | —         | MPC                           |
| 299273     | 2005 NQ100 | 5 jul 2005  | Kitt Peak      | Spacewatch          | —         | MPC                           |
| 299274     | 2005 NO122 | 3 jul 2005  | Mount Lemmon   | Mount Lemmon Survey | —         | MPC                           |
| 299275     | 2005 NT122 | 3 jul 2005  | Siding Spring  | SSS                 | —         | MPC                           |
| 299276     | 2005 NF123 | 8 jul 2005  | Anderson Mesa  | LONEOS              | —         | MPC                           |
| 299277     | 2005 NN123 | 9 jul 2005  | Kitt Peak      | Spacewatch          | Brangane  | MPC                           |
| 299278     | 2005 OD    | 16 jul 2005 | Reedy Creek    | J. Broughton        | —         | MPC                           |
| 299279     | 2005 OY2   | 30 jul 2005 | Socorro        | LINEAR              | —         | MPC                           |
| 299280     | 2005 OJ5   | 28 jul 2005 | Palomar        | NEAT                | —         | MPC                           |
| 299281     | 2005 ON16  | 29 jul 2005 | Palomar        | NEAT                | —         | MPC                           |
| 299282     | 2005 OX16  | 30 jul 2005 | Palomar        | NEAT                | —         | MPC                           |
| 299283     | 2005 OD18  | 30 jul 2005 | Palomar        | NEAT                | —         | MPC                           |
| 299284     | 2005 OK27  | 30 jul 2005 | Palomar        | NEAT                | —         | MPC                           |
| 299285     | 2005 OL31  | 27 jul 2005 | Siding Spring  | SSS                 | —         | MPC                           |
| 299286     | 2005 PO7   | 4 ago 2005  | Palomar        | NEAT                | —         | MPC                           |
| 299287     | 2005 PB10  | 4 ago 2005  | Palomar        | NEAT                | —         | MPC                           |
| 299288     | 2005 PJ11  | 4 ago 2005  | Palomar        | NEAT                | —         | MPC                           |
| 299289     | 2005 PV11  | 4 ago 2005  | Palomar        | NEAT                | —         | MPC                           |
| 299290     | 2005 PQ14  | 4 ago 2005  | Palomar        | NEAT                | —         | MPC                           |
| 299291     | 2005 PK17  | 13 ago 2005 | Wrightwood     | J. W. Young         | —         | MPC                           |
| 299292     | 2005 PZ18  | 1 ago 2005  | Siding Spring  | SSS                 | —         | MPC                           |
| 299293     | 2005 QJ    | 23 ago 2005 | Pla D'Arguines | R. Ferrando         | Brangane  | MPC                           |
| 299294     | 2005 QR1   | 22 ago 2005 | Palomar        | NEAT                | —         | MPC                           |
| 299295     | 2005 QT1   | 22 ago 2005 | Palomar        | NEAT                | —         | MPC                           |
| 299296     | 2005 QF6   | 24 ago 2005 | Palomar        | NEAT                | —         | MPC                           |
| 299297     | 2005 QV13  | 24 ago 2005 | Palomar        | NEAT                | Ursula    | MPC                           |
| 299298     | 2005 QN29  | 26 ago 2005 | Palomar        | NEAT                | —         | MPC                           |
| 299299     | 2005 QL31  | 22 ago 2005 | Haleakalā      | NEAT                | —         | MPC                           |
| 299300     | 2005 QN34  | 25 ago 2005 | Palomar        | NEAT                | —         | MPC                           |

## 299301–299400
| Designação | Designação | Descoberta  | Descoberta        | Descobridor(es)     | Categoria | Mais informações / Referência |
| Permanente | Provisória | Data        | Local             | Descobridor(es)     | Categoria | Mais informações / Referência |
| ---------- | ---------- | ----------- | ----------------- | ------------------- | --------- | ----------------------------- |
| 299301     | 2005 QX37  | 25 ago 2005 | Palomar           | NEAT                | —         | MPC                           |
| 299302     | 2005 QD41  | 26 ago 2005 | Anderson Mesa     | LONEOS              | —         | MPC                           |
| 299303     | 2005 QO47  | 26 ago 2005 | Palomar           | NEAT                | —         | MPC                           |
| 299304     | 2005 QX48  | 26 ago 2005 | Palomar           | NEAT                | —         | MPC                           |
| 299305     | 2005 QL49  | 26 ago 2005 | Palomar           | NEAT                | —         | MPC                           |
| 299306     | 2005 QQ49  | 26 ago 2005 | Palomar           | NEAT                | —         | MPC                           |
| 299307     | 2005 QL50  | 26 ago 2005 | Palomar           | NEAT                | —         | MPC                           |
| 299308     | 2005 QM50  | 26 ago 2005 | Palomar           | NEAT                | —         | MPC                           |
| 299309     | 2005 QZ52  | 28 ago 2005 | Kitt Peak         | Spacewatch          | —         | MPC                           |
| 299310     | 2005 QF63  | 26 ago 2005 | Palomar           | NEAT                | —         | MPC                           |
| 299311     | 2005 QF72  | 29 ago 2005 | Anderson Mesa     | LONEOS              | —         | MPC                           |
| 299312     | 2005 QN84  | 30 ago 2005 | Saint-Véran       | Saint-Véran Obs.    | —         | MPC                           |
| 299313     | 2005 QZ84  | 30 ago 2005 | Kitt Peak         | Spacewatch          | Brangane  | MPC                           |
| 299314     | 2005 QH90  | 25 ago 2005 | Palomar           | NEAT                | —         | MPC                           |
| 299315     | 2005 QU94  | 27 ago 2005 | Palomar           | NEAT                | —         | MPC                           |
| 299316     | 2005 QY94  | 27 ago 2005 | Palomar           | NEAT                | —         | MPC                           |
| 299317     | 2005 QM96  | 27 ago 2005 | Palomar           | NEAT                | —         | MPC                           |
| 299318     | 2005 QX99  | 27 ago 2005 | Palomar           | NEAT                | —         | MPC                           |
| 299319     | 2005 QP103 | 27 ago 2005 | Palomar           | NEAT                | Brangane  | MPC                           |
| 299320     | 2005 QB104 | 27 ago 2005 | Palomar           | NEAT                | —         | MPC                           |
| 299321     | 2005 QU108 | 27 ago 2005 | Palomar           | NEAT                | —         | MPC                           |
| 299322     | 2005 QB112 | 27 ago 2005 | Palomar           | NEAT                | —         | MPC                           |
| 299323     | 2005 QX118 | 28 ago 2005 | Kitt Peak         | Spacewatch          | —         | MPC                           |
| 299324     | 2005 QM136 | 28 ago 2005 | Kitt Peak         | Spacewatch          | —         | MPC                           |
| 299325     | 2005 QR141 | 30 ago 2005 | Kitt Peak         | Spacewatch          | Ursula    | MPC                           |
| 299326     | 2005 QV153 | 27 ago 2005 | Palomar           | NEAT                | —         | MPC                           |
| 299327     | 2005 QG160 | 28 ago 2005 | Anderson Mesa     | LONEOS              | —         | MPC                           |
| 299328     | 2005 QL166 | 24 ago 2005 | Palomar           | NEAT                | Brangane  | MPC                           |
| 299329     | 2005 QE172 | 29 ago 2005 | Palomar           | NEAT                | —         | MPC                           |
| 299330     | 2005 QE174 | 31 ago 2005 | Kitt Peak         | Spacewatch          | Ursula    | MPC                           |
| 299331     | 2005 QN174 | 31 ago 2005 | Anderson Mesa     | LONEOS              | —         | MPC                           |
| 299332     | 2005 QK183 | 29 ago 2005 | Palomar           | NEAT                | —         | MPC                           |
| 299333     | 2005 QF187 | 30 ago 2005 | Kitt Peak         | Spacewatch          | —         | MPC                           |
| 299334     | 2005 QY187 | 29 ago 2005 | Kitt Peak         | Spacewatch          | —         | MPC                           |
| 299335     | 2005 RL1   | 1 set 2005  | Palomar           | NEAT                | Brangane  | MPC                           |
| 299336     | 2005 RG7   | 7 set 2005  | Campo Catino      | CAOS                | —         | MPC                           |
| 299337     | 2005 RZ19  | 1 set 2005  | Kitt Peak         | Spacewatch          | —         | MPC                           |
| 299338     | 2005 RN42  | 13 set 2005 | Kitt Peak         | Spacewatch          | —         | MPC                           |
| 299339     | 2005 RZ43  | 12 set 2005 | Socorro           | LINEAR              | —         | MPC                           |
| 299340     | 2005 SP16  | 26 set 2005 | Kitt Peak         | Spacewatch          | —         | MPC                           |
| 299341     | 2005 SK18  | 26 set 2005 | Kitt Peak         | Spacewatch          | —         | MPC                           |
| 299342     | 2005 SS101 | 25 set 2005 | Kitt Peak         | Spacewatch          | —         | MPC                           |
| 299343     | 2005 SH124 | 29 set 2005 | Anderson Mesa     | LONEOS              | —         | MPC                           |
| 299344     | 2005 SX141 | 25 set 2005 | Kitt Peak         | Spacewatch          | —         | MPC                           |
| 299345     | 2005 SE153 | 25 set 2005 | Kitt Peak         | Spacewatch          | —         | MPC                           |
| 299346     | 2005 SG177 | 29 set 2005 | Kitt Peak         | Spacewatch          | —         | MPC                           |
| 299347     | 2005 SO177 | 29 set 2005 | Kitt Peak         | Spacewatch          | —         | MPC                           |
| 299348     | 2005 SU179 | 29 set 2005 | Anderson Mesa     | LONEOS              | —         | MPC                           |
| 299349     | 2005 SG196 | 30 set 2005 | Kitt Peak         | Spacewatch          | —         | MPC                           |
| 299350     | 2005 SK196 | 30 set 2005 | Kitt Peak         | Spacewatch          | —         | MPC                           |
| 299351     | 2005 ST209 | 30 set 2005 | Palomar           | NEAT                | —         | MPC                           |
| 299352     | 2005 SQ225 | 29 set 2005 | Kitt Peak         | Spacewatch          | —         | MPC                           |
| 299353     | 2005 SR235 | 29 set 2005 | Kitt Peak         | Spacewatch          | —         | MPC                           |
| 299354     | 2005 SM242 | 30 set 2005 | Kitt Peak         | Spacewatch          | —         | MPC                           |
| 299355     | 2005 SX249 | 23 set 2005 | Catalina          | CSS                 | —         | MPC                           |
| 299356     | 2005 SG251 | 24 set 2005 | Palomar           | NEAT                | —         | MPC                           |
| 299357     | 2005 SB252 | 24 set 2005 | Palomar           | NEAT                | —         | MPC                           |
| 299358     | 2005 SP255 | 22 set 2005 | Palomar           | NEAT                | —         | MPC                           |
| 299359     | 2005 SG259 | 24 set 2005 | Anderson Mesa     | LONEOS              | —         | MPC                           |
| 299360     | 2005 SR267 | 30 set 2005 | Palomar           | NEAT                | —         | MPC                           |
| 299361     | 2005 TT21  | 1 out 2005  | Kitt Peak         | Spacewatch          | Brangane  | MPC                           |
| 299362     | 2005 TK27  | 1 out 2005  | Catalina          | CSS                 | —         | MPC                           |
| 299363     | 2005 TV47  | 5 out 2005  | Bergisch Gladbach | W. Bickel           | —         | MPC                           |
| 299364     | 2005 TD83  | 3 out 2005  | Socorro           | LINEAR              | —         | MPC                           |
| 299365     | 2005 TE99  | 7 out 2005  | Catalina          | CSS                 | —         | MPC                           |
| 299366     | 2005 TZ190 | 7 out 2005  | Catalina          | CSS                 | —         | MPC                           |
| 299367     | 2005 UA41  | 24 out 2005 | Kitt Peak         | Spacewatch          | —         | MPC                           |
| 299368     | 2005 UL84  | 22 out 2005 | Kitt Peak         | Spacewatch          | —         | MPC                           |
| 299369     | 2005 UJ168 | 24 out 2005 | Kitt Peak         | Spacewatch          | —         | MPC                           |
| 299370     | 2005 UT193 | 22 out 2005 | Kitt Peak         | Spacewatch          | —         | MPC                           |
| 299371     | 2005 UD217 | 27 out 2005 | Socorro           | LINEAR              | —         | MPC                           |
| 299372     | 2005 UA225 | 25 out 2005 | Kitt Peak         | Spacewatch          | —         | MPC                           |
| 299373     | 2005 UV241 | 25 out 2005 | Kitt Peak         | Spacewatch          | —         | MPC                           |
| 299374     | 2005 UB261 | 25 out 2005 | Mount Lemmon      | Mount Lemmon Survey | —         | MPC                           |
| 299375     | 2005 UL268 | 28 out 2005 | Socorro           | LINEAR              | —         | MPC                           |
| 299376     | 2005 UG371 | 27 out 2005 | Mount Lemmon      | Mount Lemmon Survey | —         | MPC                           |
| 299377     | 2005 UT388 | 27 out 2005 | Kitt Peak         | Spacewatch          | —         | MPC                           |
| 299378     | 2005 UL425 | 28 out 2005 | Kitt Peak         | Spacewatch          | —         | MPC                           |
| 299379     | 2005 UR500 | 27 out 2005 | Anderson Mesa     | LONEOS              | —         | MPC                           |
| 299380     | 2005 UT508 | 24 out 2005 | Kitt Peak         | Spacewatch          | —         | MPC                           |
| 299381     | 2005 UP515 | 22 out 2005 | Apache Point      | A. C. Becker        | —         | MPC                           |
| 299382     | 2005 VF3   | 5 nov 2005  | Catalina          | CSS                 | —         | MPC                           |
| 299383     | 2005 VC73  | 1 nov 2005  | Mount Lemmon      | Mount Lemmon Survey | —         | MPC                           |
| 299384     | 2005 VM135 | 6 nov 2005  | Mount Lemmon      | Mount Lemmon Survey | —         | MPC                           |
| 299385     | 2005 WA14  | 22 nov 2005 | Kitt Peak         | Spacewatch          | —         | MPC                           |
| 299386     | 2005 WP20  | 21 nov 2005 | Kitt Peak         | Spacewatch          | —         | MPC                           |
| 299387     | 2005 WH28  | 21 nov 2005 | Kitt Peak         | Spacewatch          | —         | MPC                           |
| 299388     | 2005 WO87  | 28 nov 2005 | Mount Lemmon      | Mount Lemmon Survey | —         | MPC                           |
| 299389     | 2005 WM88  | 28 nov 2005 | Mount Lemmon      | Mount Lemmon Survey | —         | MPC                           |
| 299390     | 2005 WU88  | 1 out 2005  | Mount Lemmon      | Mount Lemmon Survey | Brangane  | MPC                           |
| 299391     | 2005 WE130 | 25 nov 2005 | Mount Lemmon      | Mount Lemmon Survey | —         | MPC                           |
| 299392     | 2005 WY140 | 26 nov 2005 | Mount Lemmon      | Mount Lemmon Survey | —         | MPC                           |
| 299393     | 2005 WY142 | 29 nov 2005 | Catalina          | CSS                 | —         | MPC                           |
| 299394     | 2005 WT152 | 29 nov 2005 | Kitt Peak         | Spacewatch          | —         | MPC                           |
| 299395     | 2005 WN163 | 29 nov 2005 | Kitt Peak         | Spacewatch          | —         | MPC                           |
| 299396     | 2005 XD33  | 4 dez 2005  | Kitt Peak         | Spacewatch          | —         | MPC                           |
| 299397     | 2005 XP42  | 5 dez 2005  | Mount Lemmon      | Mount Lemmon Survey | —         | MPC                           |
| 299398     | 2005 XV68  | 6 dez 2005  | Kitt Peak         | Spacewatch          | —         | MPC                           |
| 299399     | 2005 XN90  | 8 dez 2005  | Kitt Peak         | Spacewatch          | —         | MPC                           |
| 299400     | 2005 XR110 | 1 dez 2005  | Kitt Peak         | M. W. Buie          | —         | MPC                           |

## 299401–299500
| Designação | Designação | Descoberta  | Descoberta       | Descobridor(es)     | Categoria | Mais informações / Referência |
| Permanente | Provisória | Data        | Local            | Descobridor(es)     | Categoria | Mais informações / Referência |
| ---------- | ---------- | ----------- | ---------------- | ------------------- | --------- | ----------------------------- |
| 299401     | 2005 YH3   | 22 dez 2005 | Kitt Peak        | Spacewatch          | —         | MPC                           |
| 299402     | 2005 YJ3   | 22 dez 2005 | Kitt Peak        | Spacewatch          | —         | MPC                           |
| 299403     | 2005 YL15  | 22 dez 2005 | Kitt Peak        | Spacewatch          | —         | MPC                           |
| 299404     | 2005 YV15  | 22 dez 2005 | Kitt Peak        | Spacewatch          | —         | MPC                           |
| 299405     | 2005 YK23  | 24 dez 2005 | Kitt Peak        | Spacewatch          | —         | MPC                           |
| 299406     | 2005 YN34  | 24 dez 2005 | Kitt Peak        | Spacewatch          | —         | MPC                           |
| 299407     | 2005 YA36  | 25 dez 2005 | Kitt Peak        | Spacewatch          | —         | MPC                           |
| 299408     | 2005 YC47  | 25 dez 2005 | Kitt Peak        | Spacewatch          | —         | MPC                           |
| 299409     | 2005 YO52  | 26 dez 2005 | Mount Lemmon     | Mount Lemmon Survey | —         | MPC                           |
| 299410     | 2005 YZ53  | 24 dez 2005 | Kitt Peak        | Spacewatch          | —         | MPC                           |
| 299411     | 2005 YN58  | 24 dez 2005 | Kitt Peak        | Spacewatch          | Juno      | MPC                           |
| 299412     | 2005 YO59  | 26 dez 2005 | Mount Lemmon     | Mount Lemmon Survey | —         | MPC                           |
| 299413     | 2005 YD84  | 24 dez 2005 | Kitt Peak        | Spacewatch          | —         | MPC                           |
| 299414     | 2005 YG84  | 24 dez 2005 | Kitt Peak        | Spacewatch          | —         | MPC                           |
| 299415     | 2005 YC88  | 25 dez 2005 | Mount Lemmon     | Mount Lemmon Survey | —         | MPC                           |
| 299416     | 2005 YW90  | 26 dez 2005 | Mount Lemmon     | Mount Lemmon Survey | —         | MPC                           |
| 299417     | 2005 YG91  | 26 dez 2005 | Mount Lemmon     | Mount Lemmon Survey | —         | MPC                           |
| 299418     | 2005 YE93  | 27 dez 2005 | Kitt Peak        | Spacewatch          | —         | MPC                           |
| 299419     | 2005 YS102 | 25 dez 2005 | Kitt Peak        | Spacewatch          | —         | MPC                           |
| 299420     | 2005 YW105 | 25 dez 2005 | Kitt Peak        | Spacewatch          | —         | MPC                           |
| 299421     | 2005 YM109 | 25 dez 2005 | Kitt Peak        | Spacewatch          | Juno      | MPC                           |
| 299422     | 2005 YL161 | 27 dez 2005 | Kitt Peak        | Spacewatch          | —         | MPC                           |
| 299423     | 2005 YE170 | 31 dez 2005 | Kitt Peak        | Spacewatch          | —         | MPC                           |
| 299424     | 2005 YQ176 | 22 dez 2005 | Kitt Peak        | Spacewatch          | —         | MPC                           |
| 299425     | 2005 YT177 | 26 dez 2005 | Kitt Peak        | Spacewatch          | Juno      | MPC                           |
| 299426     | 2005 YX250 | 28 dez 2005 | Kitt Peak        | Spacewatch          | —         | MPC                           |
| 299427     | 2005 YN271 | 28 dez 2005 | Kitt Peak        | Spacewatch          | —         | MPC                           |
| 299428     | 2005 YO290 | 25 dez 2005 | Mount Lemmon     | Mount Lemmon Survey | —         | MPC                           |
| 299429     | 2006 AO6   | 5 jan 2006  | Catalina         | CSS                 | —         | MPC                           |
| 299430     | 2006 AL14  | 5 jan 2006  | Mount Lemmon     | Mount Lemmon Survey | —         | MPC                           |
| 299431     | 2006 AQ20  | 5 jan 2006  | Catalina         | CSS                 | —         | MPC                           |
| 299432     | 2006 AC37  | 4 jan 2006  | Kitt Peak        | Spacewatch          | —         | MPC                           |
| 299433     | 2006 AS39  | 7 jan 2006  | Mount Lemmon     | Mount Lemmon Survey | —         | MPC                           |
| 299434     | 2006 AT46  | 6 jan 2006  | Kitt Peak        | Spacewatch          | Pallas    | MPC                           |
| 299435     | 2006 AL53  | 5 jan 2006  | Kitt Peak        | Spacewatch          | —         | MPC                           |
| 299436     | 2006 AF54  | 5 jan 2006  | Kitt Peak        | Spacewatch          | —         | MPC                           |
| 299437     | 2006 AY57  | 8 jan 2006  | Mount Lemmon     | Mount Lemmon Survey | —         | MPC                           |
| 299438     | 2006 AN59  | 4 jan 2006  | Kitt Peak        | Spacewatch          | —         | MPC                           |
| 299439     | 2006 AW62  | 6 jan 2006  | Kitt Peak        | Spacewatch          | —         | MPC                           |
| 299440     | 2006 AJ78  | 8 jan 2006  | Mount Lemmon     | Mount Lemmon Survey | —         | MPC                           |
| 299441     | 2006 AQ78  | 4 jan 2006  | Kitt Peak        | Spacewatch          | —         | MPC                           |
| 299442     | 2006 BZ6   | 20 jan 2006 | Kitt Peak        | Spacewatch          | —         | MPC                           |
| 299443     | 2006 BK10  | 20 jan 2006 | Kitt Peak        | Spacewatch          | Juno      | MPC                           |
| 299444     | 2006 BB11  | 20 jan 2006 | Kitt Peak        | Spacewatch          | Pallas    | MPC                           |
| 299445     | 2006 BA18  | 22 jan 2006 | Anderson Mesa    | LONEOS              | —         | MPC                           |
| 299446     | 2006 BG37  | 23 jan 2006 | Mount Lemmon     | Mount Lemmon Survey | —         | MPC                           |
| 299447     | 2006 BY41  | 22 jan 2006 | Mount Lemmon     | Mount Lemmon Survey | —         | MPC                           |
| 299448     | 2006 BE45  | 23 jan 2006 | Mount Lemmon     | Mount Lemmon Survey | —         | MPC                           |
| 299449     | 2006 BN45  | 23 jan 2006 | Mount Lemmon     | Mount Lemmon Survey | —         | MPC                           |
| 299450     | 2006 BT46  | 23 jan 2006 | Mount Lemmon     | Mount Lemmon Survey | —         | MPC                           |
| 299451     | 2006 BC47  | 24 jan 2006 | Socorro          | LINEAR              | —         | MPC                           |
| 299452     | 2006 BZ51  | 25 jan 2006 | Kitt Peak        | Spacewatch          | —         | MPC                           |
| 299453     | 2006 BS55  | 22 jan 2006 | Wrightwood       | J. W. Young         | —         | MPC                           |
| 299454     | 2006 BG56  | 20 jan 2006 | Kitt Peak        | Spacewatch          | Mitidika  | MPC                           |
| 299455     | 2006 BA60  | 25 jan 2006 | Kitt Peak        | Spacewatch          | —         | MPC                           |
| 299456     | 2006 BT62  | 20 jan 2006 | Kitt Peak        | Spacewatch          | —         | MPC                           |
| 299457     | 2006 BE70  | 23 jan 2006 | Kitt Peak        | Spacewatch          | —         | MPC                           |
| 299458     | 2006 BK71  | 23 jan 2006 | Kitt Peak        | Spacewatch          | —         | MPC                           |
| 299459     | 2006 BX80  | 23 jan 2006 | Kitt Peak        | Spacewatch          | —         | MPC                           |
| 299460     | 2006 BQ81  | 23 jan 2006 | Kitt Peak        | Spacewatch          | —         | MPC                           |
| 299461     | 2006 BZ87  | 25 jan 2006 | Kitt Peak        | Spacewatch          | Mitidika  | MPC                           |
| 299462     | 2006 BC94  | 26 jan 2006 | Kitt Peak        | Spacewatch          | —         | MPC                           |
| 299463     | 2006 BD94  | 26 jan 2006 | Kitt Peak        | Spacewatch          | —         | MPC                           |
| 299464     | 2006 BS102 | 23 jan 2006 | Mount Lemmon     | Mount Lemmon Survey | —         | MPC                           |
| 299465     | 2006 BL103 | 23 jan 2006 | Junk Bond        | D. Healy            | —         | MPC                           |
| 299466     | 2006 BG106 | 25 jan 2006 | Kitt Peak        | Spacewatch          | —         | MPC                           |
| 299467     | 2006 BD115 | 26 jan 2006 | Kitt Peak        | Spacewatch          | —         | MPC                           |
| 299468     | 2006 BH115 | 26 jan 2006 | Kitt Peak        | Spacewatch          | —         | MPC                           |
| 299469     | 2006 BO115 | 26 jan 2006 | Kitt Peak        | Spacewatch          | —         | MPC                           |
| 299470     | 2006 BM119 | 26 jan 2006 | Kitt Peak        | Spacewatch          | —         | MPC                           |
| 299471     | 2006 BZ119 | 26 jan 2006 | Kitt Peak        | Spacewatch          | —         | MPC                           |
| 299472     | 2006 BF132 | 26 jan 2006 | Kitt Peak        | Spacewatch          | —         | MPC                           |
| 299473     | 2006 BO132 | 26 jan 2006 | Kitt Peak        | Spacewatch          | —         | MPC                           |
| 299474     | 2006 BY136 | 28 jan 2006 | Mount Lemmon     | Mount Lemmon Survey | —         | MPC                           |
| 299475     | 2006 BQ140 | 22 jan 2006 | Mount Lemmon     | Mount Lemmon Survey | —         | MPC                           |
| 299476     | 2006 BP143 | 28 jan 2006 | Mount Lemmon     | Mount Lemmon Survey | —         | MPC                           |
| 299477     | 2006 BU147 | 31 jan 2006 | 7300 Observatory | W. K. Y. Yeung      | —         | MPC                           |
| 299478     | 2006 BC148 | 31 jan 2006 | 7300             | W. K. Y. Yeung      | —         | MPC                           |
| 299479     | 2006 BX160 | 26 jan 2006 | Kitt Peak        | Spacewatch          | —         | MPC                           |
| 299480     | 2006 BB165 | 26 jan 2006 | Kitt Peak        | Spacewatch          | —         | MPC                           |
| 299481     | 2006 BZ170 | 27 jan 2006 | Kitt Peak        | Spacewatch          | —         | MPC                           |
| 299482     | 2006 BX171 | 27 jan 2006 | Kitt Peak        | Spacewatch          | —         | MPC                           |
| 299483     | 2006 BP182 | 27 jan 2006 | Mount Lemmon     | Mount Lemmon Survey | —         | MPC                           |
| 299484     | 2006 BX182 | 27 jan 2006 | Mount Lemmon     | Mount Lemmon Survey | Juno      | MPC                           |
| 299485     | 2006 BM184 | 28 jan 2006 | Mount Lemmon     | Mount Lemmon Survey | —         | MPC                           |
| 299486     | 2006 BP185 | 25 ago 2000 | Cerro Tololo     | M. W. Buie          | —         | MPC                           |
| 299487     | 2006 BU188 | 28 jan 2006 | Kitt Peak        | Spacewatch          | —         | MPC                           |
| 299488     | 2006 BD192 | 30 jan 2006 | Catalina         | CSS                 | —         | MPC                           |
| 299489     | 2006 BD194 | 30 jan 2006 | Kitt Peak        | Spacewatch          | —         | MPC                           |
| 299490     | 2006 BR195 | 30 jan 2006 | Kitt Peak        | Spacewatch          | —         | MPC                           |
| 299491     | 2006 BY198 | 30 jan 2006 | Catalina         | CSS                 | —         | MPC                           |
| 299492     | 2006 BQ201 | 31 jan 2006 | Kitt Peak        | Spacewatch          | —         | MPC                           |
| 299493     | 2006 BA202 | 31 jan 2006 | Kitt Peak        | Spacewatch          | —         | MPC                           |
| 299494     | 2006 BJ212 | 31 jan 2006 | Kitt Peak        | Spacewatch          | —         | MPC                           |
| 299495     | 2006 BC224 | 30 jan 2006 | Kitt Peak        | Spacewatch          | —         | MPC                           |
| 299496     | 2006 BY226 | 30 jan 2006 | Kitt Peak        | Spacewatch          | —         | MPC                           |
| 299497     | 2006 BF227 | 30 jan 2006 | Kitt Peak        | Spacewatch          | Mitidika  | MPC                           |
| 299498     | 2006 BH227 | 30 jan 2006 | Kitt Peak        | Spacewatch          | —         | MPC                           |
| 299499     | 2006 BV227 | 30 jan 2006 | Kitt Peak        | Spacewatch          | Mitidika  | MPC                           |
| 299500     | 2006 BX232 | 31 jan 2006 | Kitt Peak        | Spacewatch          | —         | MPC                           |

## 299501–299600
| Designação | Designação | Descoberta  | Descoberta    | Descobridor(es)     | Categoria | Mais informações / Referência |
| Permanente | Provisória | Data        | Local         | Descobridor(es)     | Categoria | Mais informações / Referência |
| ---------- | ---------- | ----------- | ------------- | ------------------- | --------- | ----------------------------- |
| 299501     | 2006 BA237 | 31 jan 2006 | Kitt Peak     | Spacewatch          | —         | MPC                           |
| 299502     | 2006 BO242 | 31 jan 2006 | Kitt Peak     | Spacewatch          | Mitidika  | MPC                           |
| 299503     | 2006 BV245 | 31 jan 2006 | Kitt Peak     | Spacewatch          | Chloris   | MPC                           |
| 299504     | 2006 BC264 | 31 jan 2006 | Kitt Peak     | Spacewatch          | Mitidika  | MPC                           |
| 299505     | 2006 BB269 | 27 jan 2006 | Catalina      | CSS                 | —         | MPC                           |
| 299506     | 2006 CH3   | 1 fev 2006  | Mount Lemmon  | Mount Lemmon Survey | —         | MPC                           |
| 299507     | 2006 CN5   | 1 fev 2006  | Mount Lemmon  | Mount Lemmon Survey | —         | MPC                           |
| 299508     | 2006 CK6   | 1 fev 2006  | Mount Lemmon  | Mount Lemmon Survey | —         | MPC                           |
| 299509     | 2006 CJ10  | 7 fev 2006  | Wrightwood    | J. W. Young         | —         | MPC                           |
| 299510     | 2006 CV12  | 1 fev 2006  | Kitt Peak     | Spacewatch          | —         | MPC                           |
| 299511     | 2006 CQ17  | 1 fev 2006  | Kitt Peak     | Spacewatch          | —         | MPC                           |
| 299512     | 2006 CA21  | 1 fev 2006  | Mount Lemmon  | Mount Lemmon Survey | —         | MPC                           |
| 299513     | 2006 CY25  | 2 fev 2006  | Kitt Peak     | Spacewatch          | —         | MPC                           |
| 299514     | 2006 CT27  | 2 fev 2006  | Kitt Peak     | Spacewatch          | —         | MPC                           |
| 299515     | 2006 CD46  | 3 fev 2006  | Kitt Peak     | Spacewatch          | —         | MPC                           |
| 299516     | 2006 CW49  | 3 fev 2006  | Socorro       | LINEAR              | —         | MPC                           |
| 299517     | 2006 CO57  | 4 fev 2006  | Mount Lemmon  | Mount Lemmon Survey | —         | MPC                           |
| 299518     | 2006 CX63  | 2 fev 2006  | Mauna Kea     | P. A. Wiegert       | —         | MPC                           |
| 299519     | 2006 CQ66  | 3 fev 2006  | Kitt Peak     | Spacewatch          | Mitidika  | MPC                           |
| 299520     | 2006 CA68  | 6 fev 2006  | Mount Lemmon  | Mount Lemmon Survey | —         | MPC                           |
| 299521     | 2006 DL1   | 20 fev 2006 | Kitt Peak     | Spacewatch          | —         | MPC                           |
| 299522     | 2006 DY1   | 20 fev 2006 | Kitt Peak     | Spacewatch          | —         | MPC                           |
| 299523     | 2006 DF2   | 20 fev 2006 | Kitt Peak     | Spacewatch          | —         | MPC                           |
| 299524     | 2006 DW4   | 20 fev 2006 | Kitt Peak     | Spacewatch          | —         | MPC                           |
| 299525     | 2006 DQ15  | 20 fev 2006 | Kitt Peak     | Spacewatch          | —         | MPC                           |
| 299526     | 2006 DD17  | 20 fev 2006 | Kitt Peak     | Spacewatch          | —         | MPC                           |
| 299527     | 2006 DZ20  | 20 fev 2006 | Catalina      | CSS                 | —         | MPC                           |
| 299528     | 2006 DF21  | 20 fev 2006 | Mount Lemmon  | Mount Lemmon Survey | —         | MPC                           |
| 299529     | 2006 DS21  | 20 fev 2006 | Kitt Peak     | Spacewatch          | —         | MPC                           |
| 299530     | 2006 DB26  | 20 fev 2006 | Socorro       | LINEAR              | —         | MPC                           |
| 299531     | 2006 DF31  | 20 fev 2006 | Mount Lemmon  | Mount Lemmon Survey | —         | MPC                           |
| 299532     | 2006 DS31  | 20 fev 2006 | Mount Lemmon  | Mount Lemmon Survey | —         | MPC                           |
| 299533     | 2006 DD32  | 20 fev 2006 | Mount Lemmon  | Mount Lemmon Survey | Mitidika  | MPC                           |
| 299534     | 2006 DV33  | 20 fev 2006 | Kitt Peak     | Spacewatch          | —         | MPC                           |
| 299535     | 2006 DC41  | 22 fev 2006 | Palomar       | NEAT                | —         | MPC                           |
| 299536     | 2006 DO47  | 21 fev 2006 | Mount Lemmon  | Mount Lemmon Survey | —         | MPC                           |
| 299537     | 2006 DC50  | 22 fev 2006 | Catalina      | CSS                 | —         | MPC                           |
| 299538     | 2006 DN50  | 22 fev 2006 | Catalina      | CSS                 | —         | MPC                           |
| 299539     | 2006 DD54  | 24 fev 2006 | Kitt Peak     | Spacewatch          | —         | MPC                           |
| 299540     | 2006 DK58  | 24 fev 2006 | Mount Lemmon  | Mount Lemmon Survey | —         | MPC                           |
| 299541     | 2006 DP63  | 24 fev 2006 | Kitt Peak     | Spacewatch          | Mitidika  | MPC                           |
| 299542     | 2006 DC79  | 24 fev 2006 | Kitt Peak     | Spacewatch          | —         | MPC                           |
| 299543     | 2006 DE80  | 24 fev 2006 | Kitt Peak     | Spacewatch          | —         | MPC                           |
| 299544     | 2006 DL80  | 24 fev 2006 | Kitt Peak     | Spacewatch          | —         | MPC                           |
| 299545     | 2006 DZ84  | 24 fev 2006 | Kitt Peak     | Spacewatch          | —         | MPC                           |
| 299546     | 2006 DD96  | 24 fev 2006 | Kitt Peak     | Spacewatch          | —         | MPC                           |
| 299547     | 2006 DQ99  | 25 fev 2006 | Kitt Peak     | Spacewatch          | —         | MPC                           |
| 299548     | 2006 DS118 | 28 fev 2006 | Mount Lemmon  | Mount Lemmon Survey | —         | MPC                           |
| 299549     | 2006 DT118 | 28 fev 2006 | Socorro       | LINEAR              | —         | MPC                           |
| 299550     | 2006 DN120 | 21 fev 2006 | Catalina      | CSS                 | —         | MPC                           |
| 299551     | 2006 DH127 | 25 fev 2006 | Kitt Peak     | Spacewatch          | —         | MPC                           |
| 299552     | 2006 DN127 | 25 fev 2006 | Mount Lemmon  | Mount Lemmon Survey | —         | MPC                           |
| 299553     | 2006 DP132 | 25 fev 2006 | Kitt Peak     | Spacewatch          | —         | MPC                           |
| 299554     | 2006 DG138 | 25 fev 2006 | Kitt Peak     | Spacewatch          | —         | MPC                           |
| 299555     | 2006 DX141 | 25 fev 2006 | Kitt Peak     | Spacewatch          | —         | MPC                           |
| 299556     | 2006 DD146 | 25 fev 2006 | Mount Lemmon  | Mount Lemmon Survey | —         | MPC                           |
| 299557     | 2006 DS148 | 25 fev 2006 | Kitt Peak     | Spacewatch          | —         | MPC                           |
| 299558     | 2006 DY151 | 25 fev 2006 | Kitt Peak     | Spacewatch          | —         | MPC                           |
| 299559     | 2006 DB156 | 27 fev 2006 | Kitt Peak     | Spacewatch          | —         | MPC                           |
| 299560     | 2006 DQ156 | 27 fev 2006 | Kitt Peak     | Spacewatch          | —         | MPC                           |
| 299561     | 2006 DY171 | 27 fev 2006 | Kitt Peak     | Spacewatch          | —         | MPC                           |
| 299562     | 2006 DQ175 | 27 fev 2006 | Mount Lemmon  | Mount Lemmon Survey | —         | MPC                           |
| 299563     | 2006 DS190 | 27 fev 2006 | Kitt Peak     | Spacewatch          | —         | MPC                           |
| 299564     | 2006 DX192 | 27 fev 2006 | Kitt Peak     | Spacewatch          | —         | MPC                           |
| 299565     | 2006 DD193 | 27 fev 2006 | Kitt Peak     | Spacewatch          | —         | MPC                           |
| 299566     | 2006 DG193 | 27 fev 2006 | Kitt Peak     | Spacewatch          | —         | MPC                           |
| 299567     | 2006 DU203 | 23 fev 2006 | Anderson Mesa | LONEOS              | —         | MPC                           |
| 299568     | 2006 DG208 | 25 fev 2006 | Kitt Peak     | Spacewatch          | —         | MPC                           |
| 299569     | 2006 DM211 | 24 fev 2006 | Kitt Peak     | Spacewatch          | —         | MPC                           |
| 299570     | 2006 DV214 | 25 fev 2006 | Mount Lemmon  | Mount Lemmon Survey | —         | MPC                           |
| 299571     | 2006 ES1   | 3 mar 2006  | Nyukasa       | Mount Nyukasa Stn.  | —         | MPC                           |
| 299572     | 2006 EZ30  | 3 mar 2006  | Kitt Peak     | Spacewatch          | —         | MPC                           |
| 299573     | 2006 ED40  | 4 mar 2006  | Kitt Peak     | Spacewatch          | —         | MPC                           |
| 299574     | 2006 EY45  | 3 mar 2006  | Kitt Peak     | Spacewatch          | —         | MPC                           |
| 299575     | 2006 EE58  | 5 mar 2006  | Kitt Peak     | Spacewatch          | —         | MPC                           |
| 299576     | 2006 EO63  | 5 mar 2006  | Kitt Peak     | Spacewatch          | —         | MPC                           |
| 299577     | 2006 FK8   | 23 mar 2006 | Mount Lemmon  | Mount Lemmon Survey | —         | MPC                           |
| 299578     | 2006 FX30  | 25 mar 2006 | Mount Lemmon  | Mount Lemmon Survey | —         | MPC                           |
| 299579     | 2006 FD39  | 23 mar 2006 | Kitt Peak     | Spacewatch          | —         | MPC                           |
| 299580     | 2006 FO40  | 26 mar 2006 | Kitt Peak     | Spacewatch          | —         | MPC                           |
| 299581     | 2006 FU42  | 26 mar 2006 | Mount Lemmon  | Mount Lemmon Survey | —         | MPC                           |
| 299582     | 2006 GQ2   | 6 abr 2006  | Catalina      | CSS                 | —         | MPC                           |
| 299583     | 2006 GK11  | 2 abr 2006  | Kitt Peak     | Spacewatch          | —         | MPC                           |
| 299584     | 2006 GY12  | 2 abr 2006  | Kitt Peak     | Spacewatch          | —         | MPC                           |
| 299585     | 2006 GA14  | 2 abr 2006  | Kitt Peak     | Spacewatch          | —         | MPC                           |
| 299586     | 2006 GW18  | 2 abr 2006  | Kitt Peak     | Spacewatch          | —         | MPC                           |
| 299587     | 2006 GT19  | 2 abr 2006  | Kitt Peak     | Spacewatch          | —         | MPC                           |
| 299588     | 2006 GJ25  | 2 abr 2006  | Kitt Peak     | Spacewatch          | —         | MPC                           |
| 299589     | 2006 GD41  | 7 abr 2006  | Catalina      | CSS                 | —         | MPC                           |
| 299590     | 2006 HA11  | 19 abr 2006 | Kitt Peak     | Spacewatch          | —         | MPC                           |
| 299591     | 2006 HC13  | 19 abr 2006 | Kitt Peak     | Spacewatch          | —         | MPC                           |
| 299592     | 2006 HT28  | 21 abr 2006 | Kitt Peak     | Spacewatch          | —         | MPC                           |
| 299593     | 2006 HX29  | 19 abr 2006 | Anderson Mesa | LONEOS              | —         | MPC                           |
| 299594     | 2006 HL34  | 19 abr 2006 | Mount Lemmon  | Mount Lemmon Survey | —         | MPC                           |
| 299595     | 2006 HF35  | 19 abr 2006 | Mount Lemmon  | Mount Lemmon Survey | —         | MPC                           |
| 299596     | 2006 HR36  | 20 abr 2006 | Kitt Peak     | Spacewatch          | —         | MPC                           |
| 299597     | 2006 HH42  | 21 abr 2006 | Siding Spring | SSS                 | —         | MPC                           |
| 299598     | 2006 HB45  | 25 abr 2006 | Kitt Peak     | Spacewatch          | Mitidika  | MPC                           |
| 299599     | 2006 HO50  | 26 abr 2006 | Mount Lemmon  | Mount Lemmon Survey | —         | MPC                           |
| 299600     | 2006 HM67  | 24 abr 2006 | Kitt Peak     | Spacewatch          | —         | MPC                           |

## 299601–299700
| Designação | Designação | Descoberta  | Descoberta       | Descobridor(es)     | Categoria | Mais informações / Referência |
| Permanente | Provisória | Data        | Local            | Descobridor(es)     | Categoria | Mais informações / Referência |
| ---------- | ---------- | ----------- | ---------------- | ------------------- | --------- | ----------------------------- |
| 299601     | 2006 HL69  | 24 abr 2006 | Mount Lemmon     | Mount Lemmon Survey | —         | MPC                           |
| 299602     | 2006 HC71  | 25 abr 2006 | Kitt Peak        | Spacewatch          | —         | MPC                           |
| 299603     | 2006 HR73  | 25 abr 2006 | Kitt Peak        | Spacewatch          | Phocaea   | MPC                           |
| 299604     | 2006 HL74  | 25 abr 2006 | Kitt Peak        | Spacewatch          | —         | MPC                           |
| 299605     | 2006 HO76  | 25 abr 2006 | Kitt Peak        | Spacewatch          | —         | MPC                           |
| 299606     | 2006 HS77  | 26 abr 2006 | Kitt Peak        | Spacewatch          | —         | MPC                           |
| 299607     | 2006 HQ81  | 26 abr 2006 | Kitt Peak        | Spacewatch          | —         | MPC                           |
| 299608     | 2006 HL83  | 26 abr 2006 | Kitt Peak        | Spacewatch          | —         | MPC                           |
| 299609     | 2006 HJ87  | 30 abr 2006 | Kitt Peak        | Spacewatch          | —         | MPC                           |
| 299610     | 2006 HP88  | 30 abr 2006 | Catalina         | CSS                 | —         | MPC                           |
| 299611     | 2006 HZ89  | 26 abr 2006 | Anderson Mesa    | LONEOS              | —         | MPC                           |
| 299612     | 2006 HE92  | 29 abr 2006 | Kitt Peak        | Spacewatch          | —         | MPC                           |
| 299613     | 2006 HY93  | 29 abr 2006 | Kitt Peak        | Spacewatch          | —         | MPC                           |
| 299614     | 2006 HB98  | 30 abr 2006 | Kitt Peak        | Spacewatch          | —         | MPC                           |
| 299615     | 2006 HE110 | 24 abr 2006 | Siding Spring    | SSS                 | —         | MPC                           |
| 299616     | 2006 JE4   | 2 mai 2006  | Mount Lemmon     | Mount Lemmon Survey | —         | MPC                           |
| 299617     | 2006 JX6   | 1 mai 2006  | Kitt Peak        | Spacewatch          | —         | MPC                           |
| 299618     | 2006 JR12  | 1 mai 2006  | Kitt Peak        | Spacewatch          | —         | MPC                           |
| 299619     | 2006 JG17  | 2 mai 2006  | Kitt Peak        | Spacewatch          | —         | MPC                           |
| 299620     | 2006 JS25  | 5 mai 2006  | Mount Lemmon     | Mount Lemmon Survey | Mitidika  | MPC                           |
| 299621     | 2006 JW31  | 3 mai 2006  | Kitt Peak        | Spacewatch          | —         | MPC                           |
| 299622     | 2006 JS32  | 3 mai 2006  | Kitt Peak        | Spacewatch          | —         | MPC                           |
| 299623     | 2006 JH34  | 4 mai 2006  | Kitt Peak        | Spacewatch          | —         | MPC                           |
| 299624     | 2006 JS35  | 4 mai 2006  | Kitt Peak        | Spacewatch          | —         | MPC                           |
| 299625     | 2006 JT43  | 5 mai 2006  | Kitt Peak        | Spacewatch          | —         | MPC                           |
| 299626     | 2006 JH50  | 2 mai 2006  | Mount Lemmon     | Mount Lemmon Survey | —         | MPC                           |
| 299627     | 2006 JK54  | 8 mai 2006  | Mount Lemmon     | Mount Lemmon Survey | —         | MPC                           |
| 299628     | 2006 JB56  | 1 mai 2006  | Catalina         | CSS                 | Phocaea   | MPC                           |
| 299629     | 2006 JD61  | 2 mai 2006  | Kitt Peak        | M. W. Buie          | —         | MPC                           |
| 299630     | 2006 JF68  | 1 mai 2006  | Kitt Peak        | M. W. Buie          | —         | MPC                           |
| 299631     | 2006 JP68  | 1 mai 2006  | Mauna Kea        | P. A. Wiegert       | —         | MPC                           |
| 299632     | 2006 KU2   | 18 mai 2006 | Palomar          | NEAT                | —         | MPC                           |
| 299633     | 2006 KK3   | 19 mai 2006 | Mount Lemmon     | Mount Lemmon Survey | —         | MPC                           |
| 299634     | 2006 KC8   | 19 mai 2006 | Mount Lemmon     | Mount Lemmon Survey | —         | MPC                           |
| 299635     | 2006 KH16  | 20 mai 2006 | Palomar          | NEAT                | —         | MPC                           |
| 299636     | 2006 KR18  | 21 mai 2006 | Kitt Peak        | Spacewatch          | —         | MPC                           |
| 299637     | 2006 KX28  | 20 mai 2006 | Kitt Peak        | Spacewatch          | —         | MPC                           |
| 299638     | 2006 KC30  | 20 mai 2006 | Catalina         | CSS                 | —         | MPC                           |
| 299639     | 2006 KW35  | 20 mai 2006 | Kitt Peak        | Spacewatch          | —         | MPC                           |
| 299640     | 2006 KW36  | 21 mai 2006 | Mount Lemmon     | Mount Lemmon Survey | —         | MPC                           |
| 299641     | 2006 KR52  | 21 mai 2006 | Kitt Peak        | Spacewatch          | —         | MPC                           |
| 299642     | 2006 KP60  | 22 mai 2006 | Kitt Peak        | Spacewatch          | —         | MPC                           |
| 299643     | 2006 KE61  | 22 mai 2006 | Kitt Peak        | Spacewatch          | —         | MPC                           |
| 299644     | 2006 KG65  | 24 mai 2006 | Kitt Peak        | Spacewatch          | —         | MPC                           |
| 299645     | 2006 KO73  | 23 mai 2006 | Kitt Peak        | Spacewatch          | —         | MPC                           |
| 299646     | 2006 KG84  | 22 mai 2006 | Kitt Peak        | Spacewatch          | —         | MPC                           |
| 299647     | 2006 KR84  | 24 mai 2006 | Mount Lemmon     | Mount Lemmon Survey | —         | MPC                           |
| 299648     | 2006 KC89  | 27 mai 2006 | Needville        | Needville Obs.      | —         | MPC                           |
| 299649     | 2006 KT93  | 25 mai 2006 | Kitt Peak        | Spacewatch          | —         | MPC                           |
| 299650     | 2006 KG97  | 25 mai 2006 | Kitt Peak        | Spacewatch          | —         | MPC                           |
| 299651     | 2006 KO103 | 29 mai 2006 | Reedy Creek      | J. Broughton        | —         | MPC                           |
| 299652     | 2006 KE116 | 29 mai 2006 | Kitt Peak        | Spacewatch          | —         | MPC                           |
| 299653     | 2006 KG121 | 23 mai 2006 | Siding Spring    | SSS                 | Phocaea   | MPC                           |
| 299654     | 2006 LV1   | 4 jun 2006  | Kitt Peak        | Spacewatch          | —         | MPC                           |
| 299655     | 2006 MG    | 16 jun 2006 | Kitt Peak        | Spacewatch          | —         | MPC                           |
| 299656     | 2006 MP3   | 16 jun 2006 | Palomar          | NEAT                | —         | MPC                           |
| 299657     | 2006 ME7   | 18 jun 2006 | Kitt Peak        | Spacewatch          | —         | MPC                           |
| 299658     | 2006 OV    | 18 jul 2006 | Bergisch Gladbac | W. Bickel           | —         | MPC                           |
| 299659     | 2006 OR18  | 20 jul 2006 | Siding Spring    | SSS                 | —         | MPC                           |
| 299660     | 2006 OK20  | 31 jul 2006 | Siding Spring    | SSS                 | —         | MPC                           |
| 299661     | 2006 OX20  | 25 jul 2006 | Mount Lemmon     | Mount Lemmon Survey | —         | MPC                           |
| 299662     | 2006 OE21  | 22 jul 2006 | Mount Lemmon     | Mount Lemmon Survey | —         | MPC                           |
| 299663     | 2006 OO21  | 29 jul 2006 | Siding Spring    | SSS                 | Eos       | MPC                           |
| 299664     | 2006 PS4   | 15 ago 2006 | Reedy Creek      | J. Broughton        | —         | MPC                           |
| 299665     | 2006 PE7   | 12 ago 2006 | Palomar          | NEAT                | Eos       | MPC                           |
| 299666     | 2006 PY11  | 13 ago 2006 | Palomar          | NEAT                | —         | MPC                           |
| 299667     | 2006 PC40  | 14 ago 2006 | Palomar          | NEAT                | —         | MPC                           |
| 299668     | 2006 QV1   | 17 ago 2006 | Palomar          | NEAT                | —         | MPC                           |
| 299669     | 2006 QW6   | 17 ago 2006 | Palomar          | NEAT                | —         | MPC                           |
| 299670     | 2006 QU7   | 19 ago 2006 | Kitt Peak        | Spacewatch          | —         | MPC                           |
| 299671     | 2006 QQ13  | 17 ago 2006 | Palomar          | NEAT                | —         | MPC                           |
| 299672     | 2006 QG15  | 17 ago 2006 | Palomar          | NEAT                | —         | MPC                           |
| 299673     | 2006 QG16  | 17 ago 2006 | Palomar          | NEAT                | —         | MPC                           |
| 299674     | 2006 QM21  | 19 ago 2006 | Anderson Mesa    | LONEOS              | —         | MPC                           |
| 299675     | 2006 QT27  | 20 ago 2006 | Palomar          | NEAT                | Chimaera  | MPC                           |
| 299676     | 2006 QE32  | 19 ago 2006 | Palomar          | NEAT                | —         | MPC                           |
| 299677     | 2006 QQ42  | 17 ago 2006 | Palomar          | NEAT                | —         | MPC                           |
| 299678     | 2006 QG46  | 20 ago 2006 | Palomar          | NEAT                | —         | MPC                           |
| 299679     | 2006 QN61  | 22 ago 2006 | Palomar          | NEAT                | —         | MPC                           |
| 299680     | 2006 QB67  | 21 ago 2006 | Kitt Peak        | Spacewatch          | —         | MPC                           |
| 299681     | 2006 QN74  | 21 ago 2006 | Kitt Peak        | Spacewatch          | —         | MPC                           |
| 299682     | 2006 QQ79  | 24 ago 2006 | Socorro          | LINEAR              | —         | MPC                           |
| 299683     | 2006 QW81  | 24 ago 2006 | Palomar          | NEAT                | —         | MPC                           |
| 299684     | 2006 QB90  | 27 ago 2006 | Kitt Peak        | Spacewatch          | —         | MPC                           |
| 299685     | 2006 QQ93  | 16 ago 2006 | Palomar          | NEAT                | —         | MPC                           |
| 299686     | 2006 QP94  | 16 ago 2006 | Palomar          | NEAT                | —         | MPC                           |
| 299687     | 2006 QB96  | 16 ago 2006 | Palomar          | NEAT                | —         | MPC                           |
| 299688     | 2006 QN100 | 24 ago 2006 | Palomar          | NEAT                | —         | MPC                           |
| 299689     | 2006 QY100 | 26 ago 2006 | Socorro          | LINEAR              | —         | MPC                           |
| 299690     | 2006 QT104 | 28 ago 2006 | Kitt Peak        | Spacewatch          | —         | MPC                           |
| 299691     | 2006 QX106 | 28 ago 2006 | Catalina         | CSS                 | —         | MPC                           |
| 299692     | 2006 QE107 | 28 ago 2006 | Anderson Mesa    | LONEOS              | —         | MPC                           |
| 299693     | 2006 QZ110 | 30 ago 2006 | Wrightwood       | J. W. Young         | —         | MPC                           |
| 299694     | 2006 QU120 | 29 ago 2006 | Catalina         | CSS                 | —         | MPC                           |
| 299695     | 2006 QB137 | 24 ago 2006 | Socorro          | LINEAR              | Eos       | MPC                           |
| 299696     | 2006 QJ139 | 17 ago 2006 | Palomar          | NEAT                | —         | MPC                           |
| 299697     | 2006 QK139 | 8 out 2002  | Anderson Mesa    | LONEOS              | —         | MPC                           |
| 299698     | 2006 QC145 | 18 ago 2006 | Kitt Peak        | Spacewatch          | —         | MPC                           |
| 299699     | 2006 QG148 | 18 ago 2006 | Kitt Peak        | Spacewatch          | —         | MPC                           |
| 299700     | 2006 QA149 | 18 ago 2006 | Kitt Peak        | Spacewatch          | —         | MPC                           |

## 299701–299800
| Designação            | Designação | Descoberta  | Descoberta           | Descobridor(es) | Categoria | Mais informações / Referência |
| Permanente            | Provisória | Data        | Local                | Descobridor(es) | Categoria | Mais informações / Referência |
| --------------------- | ---------- | ----------- | -------------------- | --------------- | --------- | ----------------------------- |
| 299701                | 2006 QW151 | 19 ago 2006 | Kitt Peak            | Spacewatch      | —         | MPC                           |
| 299702                | 2006 QG156 | 19 ago 2006 | Kitt Peak            | Spacewatch      | —         | MPC                           |
| 299703                | 2006 QH156 | 19 ago 2006 | Kitt Peak            | Spacewatch      | —         | MPC                           |
| 299704                | 2006 QS156 | 19 ago 2006 | Kitt Peak            | Spacewatch      | —         | MPC                           |
| 299705                | 2006 QS161 | 19 ago 2006 | Kitt Peak            | Spacewatch      | —         | MPC                           |
| 299706                | 2006 QW163 | 27 ago 2006 | Kitt Peak            | Spacewatch      | —         | MPC                           |
| 299707                | 2006 QF164 | 29 ago 2006 | Anderson Mesa        | LONEOS          | Eos       | MPC                           |
| 299708                | 2006 QB165 | 29 ago 2006 | Catalina             | CSS             | —         | MPC                           |
| 299709                | 2006 QH166 | 29 ago 2006 | Catalina             | CSS             | —         | MPC                           |
| 299710                | 2006 QT169 | 28 ago 2006 | Anderson Mesa        | LONEOS          | —         | MPC                           |
| 299711                | 2006 QS176 | 18 ago 2006 | Kitt Peak            | Spacewatch      | —         | MPC                           |
| 299712                | 2006 QQ182 | 18 ago 2006 | Kitt Peak            | Spacewatch      | —         | MPC                           |
| 299713                | 2006 QO183 | 29 ago 2006 | Anderson Mesa        | LONEOS          | —         | MPC                           |
| 299714                | 2006 QQ184 | 19 ago 2006 | Kitt Peak            | Spacewatch      | —         | MPC                           |
| 299715                | 2006 QG187 | 21 ago 2006 | Kitt Peak            | Spacewatch      | —         | MPC                           |
| 299716                | 2006 RN6   | 14 set 2006 | Catalina             | CSS             | —         | MPC                           |
| 299717                | 2006 RF7   | 14 set 2006 | Kitt Peak            | Spacewatch      | Brangane  | MPC                           |
| 299718                | 2006 RH15  | 14 set 2006 | Catalina             | CSS             | —         | MPC                           |
| 299719                | 2006 RU15  | 14 set 2006 | Catalina             | CSS             | Brangane  | MPC                           |
| 299720                | 2006 RL19  | 14 set 2006 | Palomar              | NEAT            | —         | MPC                           |
| 299721                | 2006 RH21  | 15 set 2006 | Kitt Peak            | Spacewatch      | —         | MPC                           |
| 299722                | 2006 RP26  | 14 set 2006 | Kitt Peak            | Spacewatch      | —         | MPC                           |
| 299723                | 2006 RB27  | 14 set 2006 | Catalina             | CSS             | —         | MPC                           |
| 299724                | 2006 RG33  | 12 set 2006 | Catalina             | CSS             | —         | MPC                           |
| 299725                | 2006 RY33  | 12 set 2006 | Catalina             | CSS             | —         | MPC                           |
| 299726                | 2006 RN38  | 14 set 2006 | Catalina             | CSS             | —         | MPC                           |
| 299727                | 2006 RX41  | 14 set 2006 | Kitt Peak            | Spacewatch      | —         | MPC                           |
| 299728                | 2006 RT48  | 14 set 2006 | Kitt Peak            | Spacewatch      | —         | MPC                           |
| 299729                | 2006 RA49  | 14 set 2006 | Kitt Peak            | Spacewatch      | Ursula    | MPC                           |
| 299730                | 2006 RZ51  | 14 set 2006 | Kitt Peak            | Spacewatch      | Brangane  | MPC                           |
| 299731                | 2006 RC52  | 14 set 2006 | Kitt Peak            | Spacewatch      | —         | MPC                           |
| 299732                | 2006 RN54  | 14 set 2006 | Kitt Peak            | Spacewatch      | —         | MPC                           |
| 299733                | 2006 RE56  | 14 set 2006 | Kitt Peak            | Spacewatch      | —         | MPC                           |
| 299734                | 2006 RJ58  | 15 set 2006 | Kitt Peak            | Spacewatch      | —         | MPC                           |
| 299735                | 2006 RC59  | 15 set 2006 | Kitt Peak            | Spacewatch      | —         | MPC                           |
| 299736                | 2006 RV63  | 14 set 2006 | Catalina             | CSS             | —         | MPC                           |
| 299737                | 2006 RT68  | 15 set 2006 | Kitt Peak            | Spacewatch      | —         | MPC                           |
| 299738                | 2006 RA70  | 15 set 2006 | Kitt Peak            | Spacewatch      | —         | MPC                           |
| 299739                | 2006 RB71  | 15 set 2006 | Kitt Peak            | Spacewatch      | —         | MPC                           |
| 299740                | 2006 RA73  | 15 set 2006 | Kitt Peak            | Spacewatch      | —         | MPC                           |
| 299741                | 2006 RX75  | 15 set 2006 | Kitt Peak            | Spacewatch      | —         | MPC                           |
| 299742                | 2006 RO79  | 15 set 2006 | Kitt Peak            | Spacewatch      | —         | MPC                           |
| 299743                | 2006 RY80  | 15 set 2006 | Kitt Peak            | Spacewatch      | —         | MPC                           |
| 299744                | 2006 RB83  | 15 set 2006 | Kitt Peak            | Spacewatch      | —         | MPC                           |
| 299745                | 2006 RJ84  | 15 set 2006 | Kitt Peak            | Spacewatch      | —         | MPC                           |
| 299746                | 2006 RS84  | 15 set 2006 | Kitt Peak            | Spacewatch      | —         | MPC                           |
| 299747                | 2006 RY86  | 15 set 2006 | Kitt Peak            | Spacewatch      | —         | MPC                           |
| 299748                | 2006 RP93  | 15 set 2006 | Kitt Peak            | Spacewatch      | —         | MPC                           |
| 299749                | 2006 RB94  | 15 set 2006 | Kitt Peak            | Spacewatch      | —         | MPC                           |
| 299750                | 2006 RU94  | 15 set 2006 | Kitt Peak            | Spacewatch      | —         | MPC                           |
| 299751                | 2006 RX96  | 15 set 2006 | Kitt Peak            | Spacewatch      | —         | MPC                           |
| 299752                | 2006 RM100 | 14 set 2006 | Catalina             | CSS             | —         | MPC                           |
| 299753                | 2006 RR100 | 14 set 2006 | Catalina             | CSS             | —         | MPC                           |
| 299754                | 2006 RX104 | 14 set 2006 | Kitt Peak            | Spacewatch      | —         | MPC                           |
| 299755 Ericmontellese | 2006 RB106 | 14 set 2006 | Mauna Kea            | J. Masiero      | —         | MPC                           |
| 299756 Kerryaileen    | 2006 RO109 | 14 set 2006 | Mauna Kea            | J. Masiero      | —         | MPC                           |
| 299757                | 2006 RR120 | 15 set 2006 | Kitt Peak            | Spacewatch      | —         | MPC                           |
| 299758                | 2006 RZ120 | 15 set 2006 | Kitt Peak            | Spacewatch      | —         | MPC                           |
| 299759                | 2006 RE122 | 15 set 2006 | Kitt Peak            | Spacewatch      | —         | MPC                           |
| 299760                | 2006 SS4   | 16 set 2006 | Catalina             | CSS             | —         | MPC                           |
| 299761                | 2006 SM6   | 16 set 2006 | Palomar              | NEAT            | —         | MPC                           |
| 299762                | 2006 SR8   | 16 set 2006 | Catalina             | CSS             | —         | MPC                           |
| 299763                | 2006 SE12  | 16 set 2006 | Catalina             | CSS             | Eos       | MPC                           |
| 299764                | 2006 SX13  | 17 set 2006 | Kitt Peak            | Spacewatch      | —         | MPC                           |
| 299765                | 2006 SC15  | 17 set 2006 | Catalina             | CSS             | —         | MPC                           |
| 299766                | 2006 SX20  | 16 set 2006 | Anderson Mesa        | LONEOS          | Maria     | MPC                           |
| 299767                | 2006 SK21  | 16 set 2006 | Anderson Mesa        | LONEOS          | —         | MPC                           |
| 299768                | 2006 SO24  | 16 set 2006 | Catalina             | CSS             | Brangane  | MPC                           |
| 299769                | 2006 SH30  | 17 set 2006 | Kitt Peak            | Spacewatch      | —         | MPC                           |
| 299770                | 2006 SW31  | 17 set 2006 | Kitt Peak            | Spacewatch      | —         | MPC                           |
| 299771                | 2006 SC32  | 17 set 2006 | Kitt Peak            | Spacewatch      | —         | MPC                           |
| 299772                | 2006 SZ38  | 18 set 2006 | Kitt Peak            | Spacewatch      | —         | MPC                           |
| 299773                | 2006 SD39  | 18 set 2006 | Catalina             | CSS             | —         | MPC                           |
| 299774                | 2006 SF40  | 18 set 2006 | Catalina             | CSS             | —         | MPC                           |
| 299775                | 2006 ST45  | 18 set 2006 | Catalina             | CSS             | —         | MPC                           |
| 299776                | 2006 SK57  | 18 set 2006 | Catalina             | CSS             | —         | MPC                           |
| 299777                | 2006 SN63  | 21 set 2006 | Vallemare di Borbona | V. S. Casulli   | —         | MPC                           |
| 299778                | 2006 SO64  | 19 set 2006 | Catalina             | CSS             | —         | MPC                           |
| 299779                | 2006 SN65  | 18 set 2006 | Kitt Peak            | Spacewatch      | —         | MPC                           |
| 299780                | 2006 SK72  | 19 set 2006 | Kitt Peak            | Spacewatch      | —         | MPC                           |
| 299781                | 2006 SE73  | 19 set 2006 | Kitt Peak            | Spacewatch      | Brangane  | MPC                           |
| 299782                | 2006 SG74  | 19 set 2006 | Kitt Peak            | Spacewatch      | —         | MPC                           |
| 299783                | 2006 SV74  | 19 set 2006 | Kitt Peak            | Spacewatch      | Brangane  | MPC                           |
| 299784                | 2006 SD75  | 19 set 2006 | Kitt Peak            | Spacewatch      | —         | MPC                           |
| 299785                | 2006 SC77  | 22 set 2006 | Vallemare Borbon     | V. S. Casulli   | —         | MPC                           |
| 299786                | 2006 SU81  | 18 set 2006 | Kitt Peak            | Spacewatch      | —         | MPC                           |
| 299787                | 2006 SE83  | 18 set 2006 | Kitt Peak            | Spacewatch      | —         | MPC                           |
| 299788                | 2006 SZ83  | 18 set 2006 | Kitt Peak            | Spacewatch      | Brangane  | MPC                           |
| 299789                | 2006 SE87  | 18 set 2006 | Kitt Peak            | Spacewatch      | —         | MPC                           |
| 299790                | 2006 SV89  | 18 set 2006 | Kitt Peak            | Spacewatch      | —         | MPC                           |
| 299791                | 2006 SL93  | 18 set 2006 | Kitt Peak            | Spacewatch      | —         | MPC                           |
| 299792                | 2006 SY93  | 18 set 2006 | Kitt Peak            | Spacewatch      | —         | MPC                           |
| 299793                | 2006 SR94  | 18 set 2006 | Kitt Peak            | Spacewatch      | —         | MPC                           |
| 299794                | 2006 SC95  | 18 set 2006 | Kitt Peak            | Spacewatch      | —         | MPC                           |
| 299795                | 2006 SE95  | 18 set 2006 | Kitt Peak            | Spacewatch      | —         | MPC                           |
| 299796                | 2006 SY96  | 18 set 2006 | Kitt Peak            | Spacewatch      | —         | MPC                           |
| 299797                | 2006 SA97  | 18 set 2006 | Kitt Peak            | Spacewatch      | —         | MPC                           |
| 299798                | 2006 SD99  | 18 set 2006 | Kitt Peak            | Spacewatch      | —         | MPC                           |
| 299799                | 2006 SA102 | 20 set 2001 | Socorro              | LINEAR          | —         | MPC                           |
| 299800                | 2006 SP106 | 19 set 2006 | Kitt Peak            | Spacewatch      | —         | MPC                           |

## 299801–299900
| Designação | Designação | Descoberta  | Descoberta    | Descobridor(es)     | Categoria | Mais informações / Referência |
| Permanente | Provisória | Data        | Local         | Descobridor(es)     | Categoria | Mais informações / Referência |
| ---------- | ---------- | ----------- | ------------- | ------------------- | --------- | ----------------------------- |
| 299801     | 2006 SD108 | 19 set 2006 | Anderson Mesa | LONEOS              | —         | MPC                           |
| 299802     | 2006 SV108 | 19 set 2006 | Kitt Peak     | Spacewatch          | —         | MPC                           |
| 299803     | 2006 SF109 | 19 set 2006 | Kitt Peak     | Spacewatch          | —         | MPC                           |
| 299804     | 2006 SF114 | 23 set 2006 | Kitt Peak     | Spacewatch          | —         | MPC                           |
| 299805     | 2006 ST118 | 24 set 2006 | Kitt Peak     | Spacewatch          | —         | MPC                           |
| 299806     | 2006 SQ120 | 18 set 2006 | Catalina      | CSS                 | —         | MPC                           |
| 299807     | 2006 SS120 | 18 set 2006 | Catalina      | CSS                 | —         | MPC                           |
| 299808     | 2006 SZ120 | 18 set 2006 | Catalina      | CSS                 | —         | MPC                           |
| 299809     | 2006 SS125 | 20 set 2006 | Catalina      | CSS                 | —         | MPC                           |
| 299810     | 2006 SD129 | 17 set 2006 | Kitt Peak     | Spacewatch          | —         | MPC                           |
| 299811     | 2006 SH129 | 18 set 2006 | Kitt Peak     | Spacewatch          | Brangane  | MPC                           |
| 299812     | 2006 SA132 | 16 set 2006 | Catalina      | CSS                 | —         | MPC                           |
| 299813     | 2006 SG132 | 16 set 2006 | Catalina      | CSS                 | —         | MPC                           |
| 299814     | 2006 SC134 | 18 set 2006 | Catalina      | CSS                 | —         | MPC                           |
| 299815     | 2006 SM143 | 19 set 2006 | Kitt Peak     | Spacewatch          | —         | MPC                           |
| 299816     | 2006 SA150 | 19 set 2006 | Kitt Peak     | Spacewatch          | —         | MPC                           |
| 299817     | 2006 SQ154 | 21 set 2006 | Anderson Mesa | LONEOS              | —         | MPC                           |
| 299818     | 2006 SP156 | 23 set 2006 | Kitt Peak     | Spacewatch          | —         | MPC                           |
| 299819     | 2006 SJ157 | 23 set 2001 | Kitt Peak     | Spacewatch          | —         | MPC                           |
| 299820     | 2006 SO157 | 23 set 2006 | Kitt Peak     | Spacewatch          | —         | MPC                           |
| 299821     | 2006 SW158 | 23 set 2006 | Kitt Peak     | Spacewatch          | —         | MPC                           |
| 299822     | 2006 SB161 | 23 set 2006 | Kitt Peak     | Spacewatch          | Maria     | MPC                           |
| 299823     | 2006 SF161 | 23 set 2006 | Kitt Peak     | Spacewatch          | —         | MPC                           |
| 299824     | 2006 SY162 | 24 set 2006 | Kitt Peak     | Spacewatch          | —         | MPC                           |
| 299825     | 2006 SR166 | 25 set 2006 | Kitt Peak     | Spacewatch          | —         | MPC                           |
| 299826     | 2006 SC168 | 25 set 2006 | Kitt Peak     | Spacewatch          | Ursula    | MPC                           |
| 299827     | 2006 ST170 | 25 set 2006 | Kitt Peak     | Spacewatch          | —         | MPC                           |
| 299828     | 2006 SM173 | 25 set 2006 | Kitt Peak     | Spacewatch          | Eos       | MPC                           |
| 299829     | 2006 SF176 | 25 set 2006 | Mount Lemmon  | Mount Lemmon Survey | —         | MPC                           |
| 299830     | 2006 SX178 | 25 set 2006 | Kitt Peak     | Spacewatch          | —         | MPC                           |
| 299831     | 2006 SF183 | 25 set 2006 | Mount Lemmon  | Mount Lemmon Survey | —         | MPC                           |
| 299832     | 2006 SB188 | 26 set 2006 | Kitt Peak     | Spacewatch          | —         | MPC                           |
| 299833     | 2006 SE191 | 26 set 2006 | Mount Lemmon  | Mount Lemmon Survey | —         | MPC                           |
| 299834     | 2006 SH195 | 26 set 2006 | Kitt Peak     | Spacewatch          | —         | MPC                           |
| 299835     | 2006 ST195 | 26 set 2006 | Mount Lemmon  | Mount Lemmon Survey | —         | MPC                           |
| 299836     | 2006 SH196 | 26 set 2006 | Mount Lemmon  | Mount Lemmon Survey | —         | MPC                           |
| 299837     | 2006 SX199 | 24 set 2006 | Kitt Peak     | Spacewatch          | —         | MPC                           |
| 299838     | 2006 SO200 | 24 set 2006 | Kitt Peak     | Spacewatch          | —         | MPC                           |
| 299839     | 2006 SY200 | 24 set 2006 | Kitt Peak     | Spacewatch          | —         | MPC                           |
| 299840     | 2006 SO203 | 25 set 2006 | Mount Lemmon  | Mount Lemmon Survey | —         | MPC                           |
| 299841     | 2006 SQ203 | 25 set 2006 | Kitt Peak     | Spacewatch          | —         | MPC                           |
| 299842     | 2006 SL204 | 25 set 2006 | Kitt Peak     | Spacewatch          | —         | MPC                           |
| 299843     | 2006 SK216 | 27 set 2006 | Kitt Peak     | Spacewatch          | —         | MPC                           |
| 299844     | 2006 SW220 | 25 set 2006 | Mount Lemmon  | Mount Lemmon Survey | —         | MPC                           |
| 299845     | 2006 SX221 | 25 set 2006 | Mount Lemmon  | Mount Lemmon Survey | —         | MPC                           |
| 299846     | 2006 SE227 | 26 set 2006 | Kitt Peak     | Spacewatch          | Brangane  | MPC                           |
| 299847     | 2006 SK228 | 26 set 2006 | Kitt Peak     | Spacewatch          | —         | MPC                           |
| 299848     | 2006 SC238 | 26 set 2006 | Kitt Peak     | Spacewatch          | —         | MPC                           |
| 299849     | 2006 SD240 | 26 set 2006 | Kitt Peak     | Spacewatch          | —         | MPC                           |
| 299850     | 2006 ST244 | 26 set 2006 | Kitt Peak     | Spacewatch          | —         | MPC                           |
| 299851     | 2006 SP245 | 26 set 2006 | Kitt Peak     | Spacewatch          | —         | MPC                           |
| 299852     | 2006 SC254 | 26 set 2006 | Mount Lemmon  | Mount Lemmon Survey | —         | MPC                           |
| 299853     | 2006 ST254 | 26 set 2006 | Kitt Peak     | Spacewatch          | —         | MPC                           |
| 299854     | 2006 SM256 | 26 set 2006 | Kitt Peak     | Spacewatch          | —         | MPC                           |
| 299855     | 2006 SW258 | 26 set 2006 | Kitt Peak     | Spacewatch          | —         | MPC                           |
| 299856     | 2006 SU259 | 26 set 2006 | Mount Lemmon  | Mount Lemmon Survey | —         | MPC                           |
| 299857     | 2006 SW261 | 26 set 2006 | Mount Lemmon  | Mount Lemmon Survey | —         | MPC                           |
| 299858     | 2006 SP262 | 26 set 2006 | Mount Lemmon  | Mount Lemmon Survey | —         | MPC                           |
| 299859     | 2006 SX262 | 26 set 2006 | Mount Lemmon  | Mount Lemmon Survey | —         | MPC                           |
| 299860     | 2006 SK267 | 26 set 2006 | Kitt Peak     | Spacewatch          | Ursula    | MPC                           |
| 299861     | 2006 SK268 | 26 set 2006 | Kitt Peak     | Spacewatch          | —         | MPC                           |
| 299862     | 2006 SC269 | 26 set 2006 | Kitt Peak     | Spacewatch          | —         | MPC                           |
| 299863     | 2006 SP273 | 27 set 2006 | Mount Lemmon  | Mount Lemmon Survey | Brangane  | MPC                           |
| 299864     | 2006 ST273 | 27 set 2006 | Mount Lemmon  | Mount Lemmon Survey | —         | MPC                           |
| 299865     | 2006 SX273 | 27 set 2006 | Mount Lemmon  | Mount Lemmon Survey | —         | MPC                           |
| 299866     | 2006 SF275 | 27 set 2006 | Kitt Peak     | Spacewatch          | —         | MPC                           |
| 299867     | 2006 SN282 | 25 set 2006 | Anderson Mesa | LONEOS              | —         | MPC                           |
| 299868     | 2006 SR289 | 26 set 2006 | Catalina      | CSS                 | —         | MPC                           |
| 299869     | 2006 SA290 | 27 set 2006 | Catalina      | CSS                 | —         | MPC                           |
| 299870     | 2006 SY292 | 25 set 2006 | Kitt Peak     | Spacewatch          | —         | MPC                           |
| 299871     | 2006 SL293 | 25 set 2006 | Kitt Peak     | Spacewatch          | —         | MPC                           |
| 299872     | 2006 SB294 | 25 set 2006 | Kitt Peak     | Spacewatch          | —         | MPC                           |
| 299873     | 2006 SM297 | 25 set 2006 | Mount Lemmon  | Mount Lemmon Survey | —         | MPC                           |
| 299874     | 2006 SU297 | 25 set 2006 | Anderson Mesa | LONEOS              | —         | MPC                           |
| 299875     | 2006 SV297 | 25 set 2006 | Anderson Mesa | LONEOS              | —         | MPC                           |
| 299876     | 2006 SR302 | 27 set 2006 | Kitt Peak     | Spacewatch          | —         | MPC                           |
| 299877     | 2006 SB304 | 27 set 2006 | Mount Lemmon  | Mount Lemmon Survey | —         | MPC                           |
| 299878     | 2006 SH312 | 27 set 2006 | Mount Lemmon  | Mount Lemmon Survey | —         | MPC                           |
| 299879     | 2006 SU313 | 27 set 2006 | Kitt Peak     | Spacewatch          | —         | MPC                           |
| 299880     | 2006 SP314 | 27 set 2006 | Kitt Peak     | Spacewatch          | —         | MPC                           |
| 299881     | 2006 SQ319 | 27 set 2006 | Kitt Peak     | Spacewatch          | —         | MPC                           |
| 299882     | 2006 SV325 | 27 set 2006 | Kitt Peak     | Spacewatch          | —         | MPC                           |
| 299883     | 2006 SL332 | 28 set 2006 | Mount Lemmon  | Mount Lemmon Survey | —         | MPC                           |
| 299884     | 2006 SP332 | 28 set 2006 | Mount Lemmon  | Mount Lemmon Survey | —         | MPC                           |
| 299885     | 2006 SE333 | 28 set 2006 | Kitt Peak     | Spacewatch          | —         | MPC                           |
| 299886     | 2006 SG333 | 28 set 2006 | Kitt Peak     | Spacewatch          | —         | MPC                           |
| 299887     | 2006 ST335 | 28 set 2006 | Kitt Peak     | Spacewatch          | —         | MPC                           |
| 299888     | 2006 SL339 | 28 set 2006 | Kitt Peak     | Spacewatch          | —         | MPC                           |
| 299889     | 2006 SC341 | 28 set 2006 | Kitt Peak     | Spacewatch          | —         | MPC                           |
| 299890     | 2006 SD341 | 28 set 2006 | Kitt Peak     | Spacewatch          | Brangane  | MPC                           |
| 299891     | 2006 SN345 | 28 set 2006 | Kitt Peak     | Spacewatch          | —         | MPC                           |
| 299892     | 2006 SF346 | 28 set 2006 | Kitt Peak     | Spacewatch          | —         | MPC                           |
| 299893     | 2006 SP348 | 28 set 2006 | Kitt Peak     | Spacewatch          | —         | MPC                           |
| 299894     | 2006 SZ351 | 30 set 2006 | Catalina      | CSS                 | Maria     | MPC                           |
| 299895     | 2006 SN352 | 30 set 2006 | Catalina      | CSS                 | —         | MPC                           |
| 299896     | 2006 SP360 | 30 set 2006 | Mount Lemmon  | Mount Lemmon Survey | Brangane  | MPC                           |
| 299897     | 2006 SE369 | 23 set 2006 | Moletai       | Molėtai Obs.        | Ursula    | MPC                           |
| 299898     | 2006 SB373 | 28 set 2006 | Mount Lemmon  | Mount Lemmon Survey | —         | MPC                           |
| 299899     | 2006 SH373 | 16 set 2006 | Apache Point  | A. C. Becker        | —         | MPC                           |
| 299900     | 2006 SJ373 | 16 set 2006 | Apache Point  | A. C. Becker        | —         | MPC                           |

## 299901–300000
| Designação | Designação | Descoberta  | Descoberta        | Descobridor(es)     | Categoria | Mais informações / Referência |
| Permanente | Provisória | Data        | Local             | Descobridor(es)     | Categoria | Mais informações / Referência |
| ---------- | ---------- | ----------- | ----------------- | ------------------- | --------- | ----------------------------- |
| 299901     | 2006 SJ374 | 16 set 2006 | Apache Point      | A. C. Becker        | —         | MPC                           |
| 299902     | 2006 SR374 | 16 set 2006 | Apache Point      | A. C. Becker        | —         | MPC                           |
| 299903     | 2006 SJ375 | 17 set 2006 | Apache Point      | A. C. Becker        | —         | MPC                           |
| 299904     | 2006 SJ377 | 17 set 2006 | Apache Point      | A. C. Becker        | Brangane  | MPC                           |
| 299905     | 2006 SM380 | 27 set 2006 | Apache Point      | A. C. Becker        | —         | MPC                           |
| 299906     | 2006 SO380 | 27 set 2006 | Apache Point      | A. C. Becker        | —         | MPC                           |
| 299907     | 2006 SX382 | 28 set 2006 | Apache Point      | A. C. Becker        | —         | MPC                           |
| 299908     | 2006 ST390 | 17 set 2006 | Kitt Peak         | Spacewatch          | —         | MPC                           |
| 299909     | 2006 SZ391 | 19 set 2006 | Anderson Mesa     | LONEOS              | —         | MPC                           |
| 299910     | 2006 SB394 | 30 set 2006 | Kitt Peak         | Spacewatch          | —         | MPC                           |
| 299911     | 2006 SV397 | 26 set 2006 | Kitt Peak         | Spacewatch          | —         | MPC                           |
| 299912     | 2006 SK398 | 16 set 2006 | Kitt Peak         | Spacewatch          | Maria     | MPC                           |
| 299913     | 2006 SZ400 | 26 set 2006 | Kitt Peak         | Spacewatch          | —         | MPC                           |
| 299914     | 2006 SW404 | 30 set 2006 | Mount Lemmon      | Mount Lemmon Survey | Ursula    | MPC                           |
| 299915     | 2006 SD405 | 28 set 2006 | Mount Lemmon      | Mount Lemmon Survey | —         | MPC                           |
| 299916     | 2006 SG406 | 20 set 2006 | Kitt Peak         | Spacewatch          | —         | MPC                           |
| 299917     | 2006 SR407 | 24 set 2006 | Kitt Peak         | Spacewatch          | Brangane  | MPC                           |
| 299918     | 2006 SQ409 | 17 set 2006 | Kitt Peak         | Spacewatch          | —         | MPC                           |
| 299919     | 2006 TZ    | 3 out 2006  | Great Shefford    | P. Birtwhistle      | Brangane  | MPC                           |
| 299920     | 2006 TZ2   | 2 out 2006  | Kitt Peak         | Spacewatch          | —         | MPC                           |
| 299921     | 2006 TM4   | 2 out 2006  | Mount Lemmon      | Mount Lemmon Survey | Eos       | MPC                           |
| 299922     | 2006 TY6   | 4 out 2006  | Great Shefford    | P. Birtwhistle      | Brangane  | MPC                           |
| 299923     | 2006 TP8   | 4 out 2006  | Mount Lemmon      | Mount Lemmon Survey | —         | MPC                           |
| 299924     | 2006 TW8   | 11 out 2006 | Kitt Peak         | Spacewatch          | —         | MPC                           |
| 299925     | 2006 TW10  | 12 out 2006 | Kitt Peak         | Spacewatch          | —         | MPC                           |
| 299926     | 2006 TE11  | 13 out 2006 | Kitt Peak         | Spacewatch          | Brangane  | MPC                           |
| 299927     | 2006 TC15  | 11 out 2006 | Kitt Peak         | Spacewatch          | —         | MPC                           |
| 299928     | 2006 TQ18  | 11 out 2006 | Kitt Peak         | Spacewatch          | —         | MPC                           |
| 299929     | 2006 TG21  | 11 out 2006 | Kitt Peak         | Spacewatch          | —         | MPC                           |
| 299930     | 2006 TZ23  | 11 out 2006 | Kitt Peak         | Spacewatch          | —         | MPC                           |
| 299931     | 2006 TH27  | 12 out 2006 | Kitt Peak         | Spacewatch          | —         | MPC                           |
| 299932     | 2006 TF33  | 12 out 2006 | Kitt Peak         | Spacewatch          | —         | MPC                           |
| 299933     | 2006 TJ34  | 12 out 2006 | Kitt Peak         | Spacewatch          | —         | MPC                           |
| 299934     | 2006 TH35  | 12 out 2006 | Kitt Peak         | Spacewatch          | Ursula    | MPC                           |
| 299935     | 2006 TH38  | 12 out 2006 | Kitt Peak         | Spacewatch          | —         | MPC                           |
| 299936     | 2006 TU38  | 12 out 2006 | Kitt Peak         | Spacewatch          | —         | MPC                           |
| 299937     | 2006 TU39  | 12 out 2006 | Kitt Peak         | Spacewatch          | —         | MPC                           |
| 299938     | 2006 TP40  | 12 out 2006 | Kitt Peak         | Spacewatch          | —         | MPC                           |
| 299939     | 2006 TP42  | 12 out 2006 | Kitt Peak         | Spacewatch          | —         | MPC                           |
| 299940     | 2006 TG43  | 12 out 2006 | Kitt Peak         | Spacewatch          | —         | MPC                           |
| 299941     | 2006 TK43  | 12 out 2006 | Kitt Peak         | Spacewatch          | —         | MPC                           |
| 299942     | 2006 TB48  | 12 out 2006 | Kitt Peak         | Spacewatch          | —         | MPC                           |
| 299943     | 2006 TX50  | 12 out 2006 | Kitt Peak         | Spacewatch          | —         | MPC                           |
| 299944     | 2006 TD52  | 12 out 2006 | Kitt Peak         | Spacewatch          | —         | MPC                           |
| 299945     | 2006 TU53  | 12 out 2006 | Kitt Peak         | Spacewatch          | —         | MPC                           |
| 299946     | 2006 TR54  | 12 out 2006 | Palomar           | NEAT                | —         | MPC                           |
| 299947     | 2006 TC55  | 12 out 2006 | Palomar           | NEAT                | —         | MPC                           |
| 299948     | 2006 TT56  | 14 out 2006 | Eskridge          | Farpoint Obs.       | —         | MPC                           |
| 299949     | 2006 TD59  | 13 out 2006 | Kitt Peak         | Spacewatch          | —         | MPC                           |
| 299950     | 2006 TQ59  | 13 out 2006 | Kitt Peak         | Spacewatch          | —         | MPC                           |
| 299951     | 2006 TM60  | 13 out 2006 | Kitt Peak         | Spacewatch          | —         | MPC                           |
| 299952     | 2006 TS60  | 14 out 2006 | Bergisch Gladbac  | W. Bickel           | —         | MPC                           |
| 299953     | 2006 TP63  | 10 out 2006 | Palomar           | NEAT                | —         | MPC                           |
| 299954     | 2006 TX65  | 11 out 2006 | Kitt Peak         | Spacewatch          | —         | MPC                           |
| 299955     | 2006 TC68  | 11 out 2006 | Palomar           | NEAT                | —         | MPC                           |
| 299956     | 2006 TD71  | 11 out 2006 | Palomar           | NEAT                | —         | MPC                           |
| 299957     | 2006 TB72  | 11 out 2006 | Palomar           | NEAT                | Brangane  | MPC                           |
| 299958     | 2006 TB73  | 11 out 2006 | Palomar           | NEAT                | —         | MPC                           |
| 299959     | 2006 TM76  | 11 out 2006 | Palomar           | NEAT                | —         | MPC                           |
| 299960     | 2006 TY77  | 12 out 2006 | Palomar           | NEAT                | —         | MPC                           |
| 299961     | 2006 TU78  | 12 out 2006 | Palomar           | NEAT                | Brangane  | MPC                           |
| 299962     | 2006 TV78  | 12 out 2006 | Palomar           | NEAT                | —         | MPC                           |
| 299963     | 2006 TH79  | 12 out 2006 | Kitt Peak         | Spacewatch          | —         | MPC                           |
| 299964     | 2006 TQ79  | 13 out 2006 | Kitt Peak         | Spacewatch          | —         | MPC                           |
| 299965     | 2006 TK81  | 13 out 2006 | Kitt Peak         | Spacewatch          | —         | MPC                           |
| 299966     | 2006 TS82  | 13 out 2006 | Kitt Peak         | Spacewatch          | —         | MPC                           |
| 299967     | 2006 TS90  | 13 out 2006 | Kitt Peak         | Spacewatch          | —         | MPC                           |
| 299968     | 2006 TV90  | 13 out 2006 | Kitt Peak         | Spacewatch          | —         | MPC                           |
| 299969     | 2006 TL93  | 15 out 2006 | Kitt Peak         | Spacewatch          | Brangane  | MPC                           |
| 299970     | 2006 TG95  | 13 out 2006 | Lulin Observatory | C.-S. Lin, Q.-z. Ye | Ursula    | MPC                           |
| 299971     | 2006 TS95  | 12 out 2006 | Kitt Peak         | Spacewatch          | —         | MPC                           |
| 299972     | 2006 TP96  | 12 out 2006 | Palomar           | NEAT                | Brangane  | MPC                           |
| 299973     | 2006 TG100 | 15 out 2006 | Kitt Peak         | Spacewatch          | —         | MPC                           |
| 299974     | 2006 TQ102 | 15 out 2006 | Kitt Peak         | Spacewatch          | —         | MPC                           |
| 299975     | 2006 TF110 | 13 out 2006 | Kitt Peak         | Spacewatch          | —         | MPC                           |
| 299976     | 2006 TT111 | 1 out 2006  | Apache Point      | A. C. Becker        | —         | MPC                           |
| 299977     | 2006 TA112 | 1 out 2006  | Apache Point      | A. C. Becker        | Brangane  | MPC                           |
| 299978     | 2006 TH112 | 1 out 2006  | Apache Point      | A. C. Becker        | —         | MPC                           |
| 299979     | 2006 TT119 | 11 out 2006 | Apache Point      | A. C. Becker        | —         | MPC                           |
| 299980     | 2006 TD121 | 12 out 2006 | Apache Point      | A. C. Becker        | —         | MPC                           |
| 299981     | 2006 TM121 | 2 out 2006  | Mount Lemmon      | Mount Lemmon Survey | —         | MPC                           |
| 299982     | 2006 TC124 | 2 out 2006  | Mount Lemmon      | Mount Lemmon Survey | —         | MPC                           |
| 299983     | 2006 TW125 | 13 out 2006 | Kitt Peak         | Spacewatch          | —         | MPC                           |
| 299984     | 2006 TC126 | 13 out 2006 | Kitt Peak         | Spacewatch          | —         | MPC                           |
| 299985     | 2006 UQ8   | 16 out 2006 | Catalina          | CSS                 | —         | MPC                           |
| 299986     | 2006 UN9   | 16 out 2006 | Kitt Peak         | Spacewatch          | —         | MPC                           |
| 299987     | 2006 UW11  | 17 out 2006 | Mount Lemmon      | Mount Lemmon Survey | —         | MPC                           |
| 299988     | 2006 UT13  | 17 out 2006 | Mount Lemmon      | Mount Lemmon Survey | —         | MPC                           |
| 299989     | 2006 UF14  | 17 out 2006 | Mount Lemmon      | Mount Lemmon Survey | —         | MPC                           |
| 299990     | 2006 UE15  | 17 out 2006 | Mount Lemmon      | Mount Lemmon Survey | —         | MPC                           |
| 299991     | 2006 UV15  | 17 out 2006 | Mount Lemmon      | Mount Lemmon Survey | —         | MPC                           |
| 299992     | 2006 UY15  | 17 out 2006 | Mount Lemmon      | Mount Lemmon Survey | —         | MPC                           |
| 299993     | 2006 US19  | 16 out 2006 | Kitt Peak         | Spacewatch          | Brangane  | MPC                           |
| 299994     | 2006 UK20  | 16 out 2006 | Kitt Peak         | Spacewatch          | —         | MPC                           |
| 299995     | 2006 UJ24  | 16 out 2006 | Kitt Peak         | Spacewatch          | —         | MPC                           |
| 299996     | 2006 UL26  | 16 out 2006 | Kitt Peak         | Spacewatch          | —         | MPC                           |
| 299997     | 2006 UE27  | 16 out 2006 | Kitt Peak         | Spacewatch          | —         | MPC                           |
| 299998     | 2006 UU28  | 16 out 2006 | Kitt Peak         | Spacewatch          | —         | MPC                           |
| 299999     | 2006 UE30  | 16 out 2006 | Kitt Peak         | Spacewatch          | Brangane  | MPC                           |
| 300000     | 2006 UW30  | 16 out 2006 | Kitt Peak         | Spacewatch          | —         | MPC                           |